# Stora Essingen
Stora Essingen är en ö och en stadsdel i Stockholm, intill Lilla Essingen i Mälaren. Ön är 73 hektar stor, och omges av Essingefjärden, Essingedjupet, Essingesundet, Klubbfjärden och Oxhålet. Denna storlek gör ön betydligt större än dess granne Lilla Essingen. Stadsdelen gränsar till Fredhäll, Lilla Essingen, Gröndal, Smedslätten, Äppelviken samt till Alvik. Ön tillhör Kungsholmens stadsdelsområde. Tidigare namn var bland annat Store Äsingen och Stora Hessingen.
Stora Essingen tillhörde tidigare Bromma socken som inkorporerades med Stockholms stad 1916. Fram till 1955 tillhörde den Bromma församling, därefter i den nybildade Essinge församling och från 2014 Västermalms församling. Essingeöarna räknades förr till Västerort, men ingår numera i Stockholms innerstad.

## Namnet
Lilla och Stora Essingen som namn förekommer i skrift redan omkring 1580 när Johan III ville tillbyta sig Wlffzunda [Ulvsunda] med Store och Lille Äsingen. På kartor från 1671 och 1679 förekommer namn som St: Äsingen, Lil Äsingen respektive Stoora och Lilla Esingen. På en  karta över Bromma socken från 1829 uppträder namnformen S:a och L:a Hessingen. Enligt den svenske språkvetaren Carl Ivar Ståhle kan det ursprungliga namnet Äsingen möjligtvis betyda ”den lilla ön vid Åsön” (Åsön är ett äldre namn för Södermalm).

## Historik

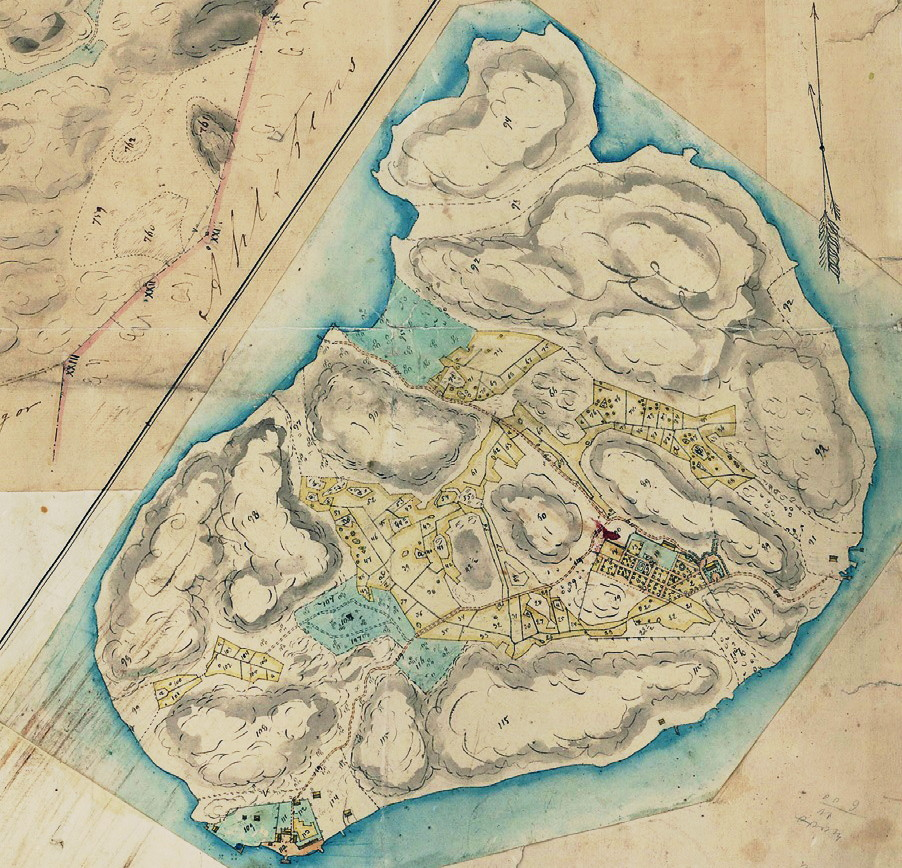
Stora Essingen 1868.

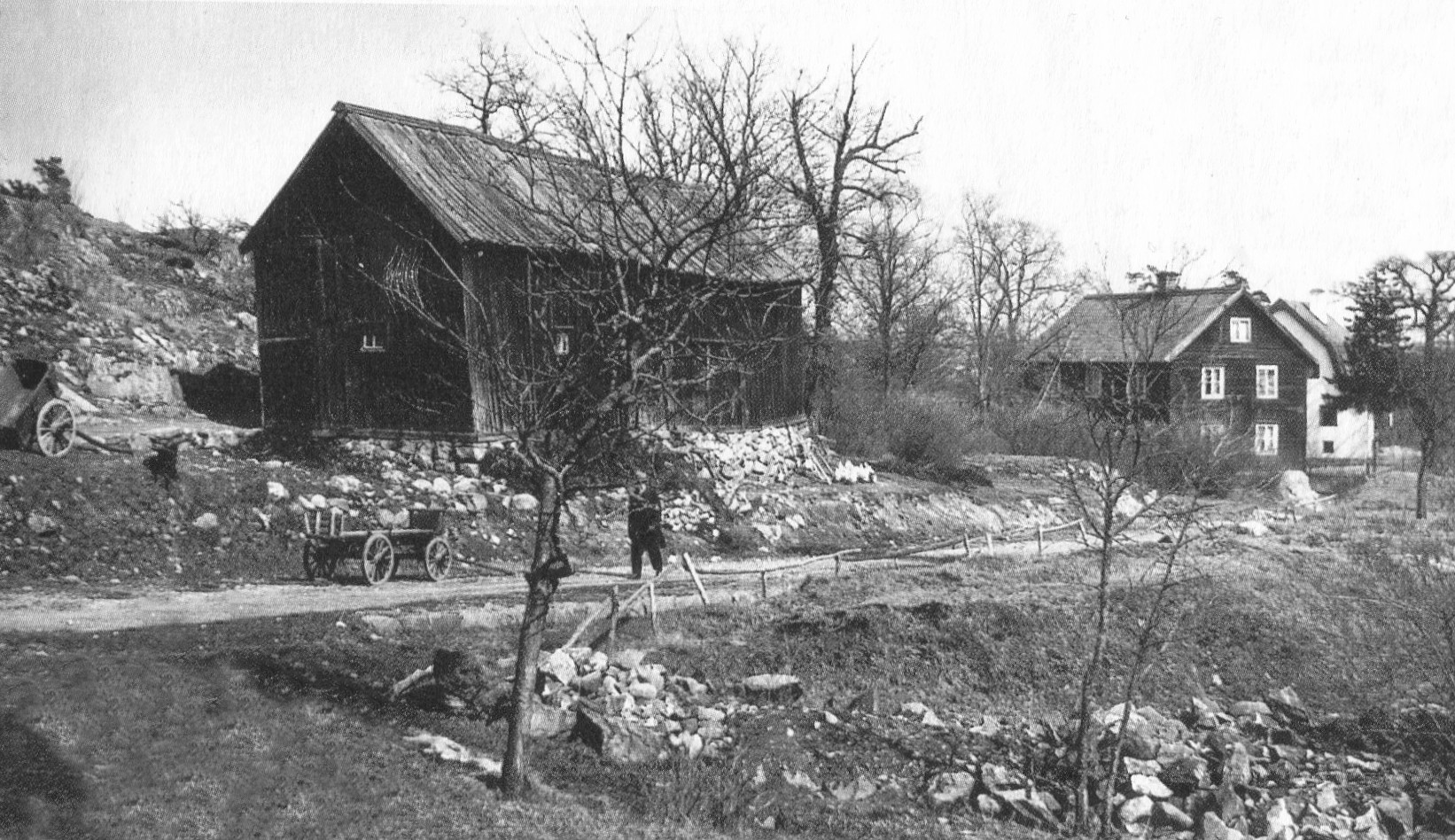
Gammelgården, ”Herrgården”, arrendegården från 1860-talet.

Stora Essingens norra udde var för cirka 1500 år sedan en självständig ö, som genom landhöjningen och igenfyllningar växt samman med huvudön. I en lantmäteriakt från 1743 beskrivs Stora Essingens natur enligt följande: ...den större utaf dem är beväxt med Essk, Gran- och Tallskog, tillika med små biörck till Lövbrott; är därjämte mycket oländig och ned stora berg öfwer alt upfyld… ”Kungsklippan” kallas Stora Essingens högsta punkt som ligger 41 meter över havet. Den bergiga terrängen bidrog till att ön under lång tid ansågs vara olämplig för odlingar.
Fältmarskalken Lennart Torstensson, ägare till Ulvsunda slott, lät sig gärna ros över till Stora Essingen. Han hade även långtgågna planer på att bygga ett palats vid en av öns stränder. Under 1800-talet uppodlades ängsmarken i dalgångarna kring öns höga, karga toppar. En arrendegård kallad Herrgården uppfördes nedanför Kungsklippan på öns östra sida. Stället var en utgård till Ulvsunda. Kvarteret Gammelgården och Gammelgårdsvägen minner fortfarande om den gamla utgården. Gårdens huvudbyggnad finns än idag bevarad inom kvarteret Gammelgården (Gammelgårdsvägen nr 4) och är därmed en av öns äldsta kvarvarande byggnader. 
En lantmäterikarta från 1868 visar ön med arrendegården och anslutande trädgårdsodlingar, ett antal åkerlappar mitt på ön samt en hel del ”stenbunden” backe och skogsmark. Längst i söder syns värdshuset med omkringliggande tomt och ”tomtbacke”. För övrigt framgår några få byggnader.
Mellan 1844 och 1860 kallades Stora Essingen för ”Djävulsö” där straffångar från Långholmen fick hugga gatsten i stenbrottet som låg på öns nordöstra sida, där Essingeleden har sina på- och avfarter idag samt strax ovanför Aludden, nära Aluddsparken. Det fanns inga byggnader för de straffångar som slet här utan de transporterades med pråmar till och från ön varje dag. Det blev ett slags ”nöje” för stockholmare att resa till ”Djävulsön” för att se på när fångar högg sten.

### Historiska kartor

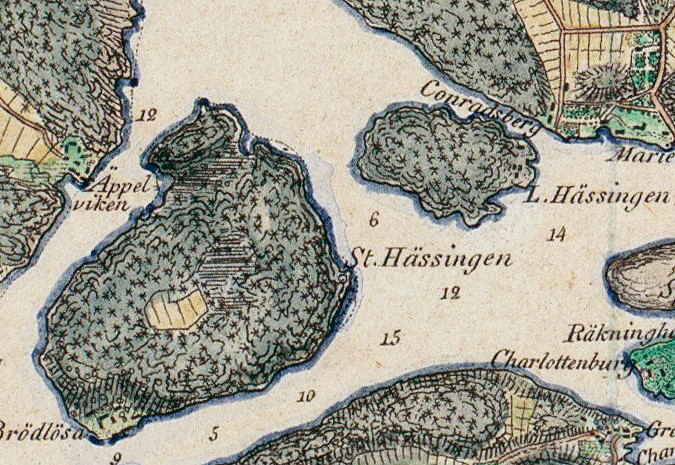
Stora och Lilla Hässingen, 1817.
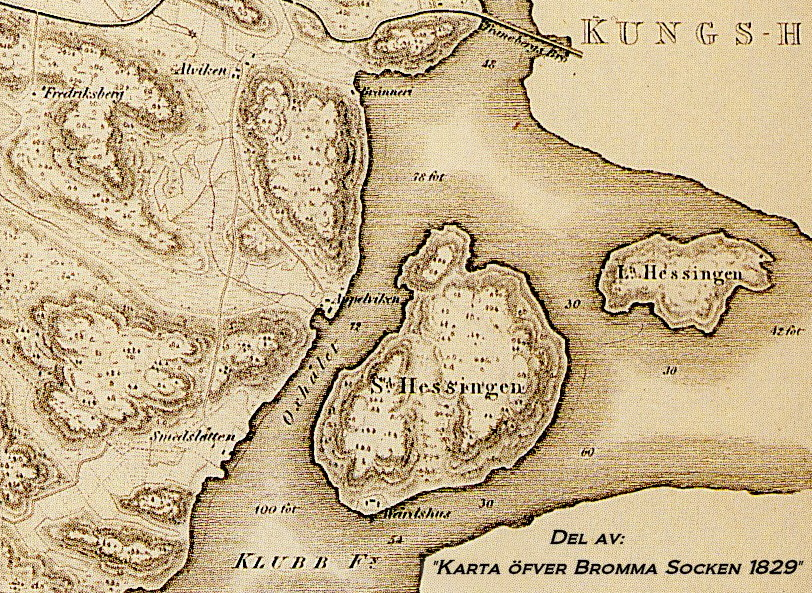
Stora och Lilla Hessingen, 1829.
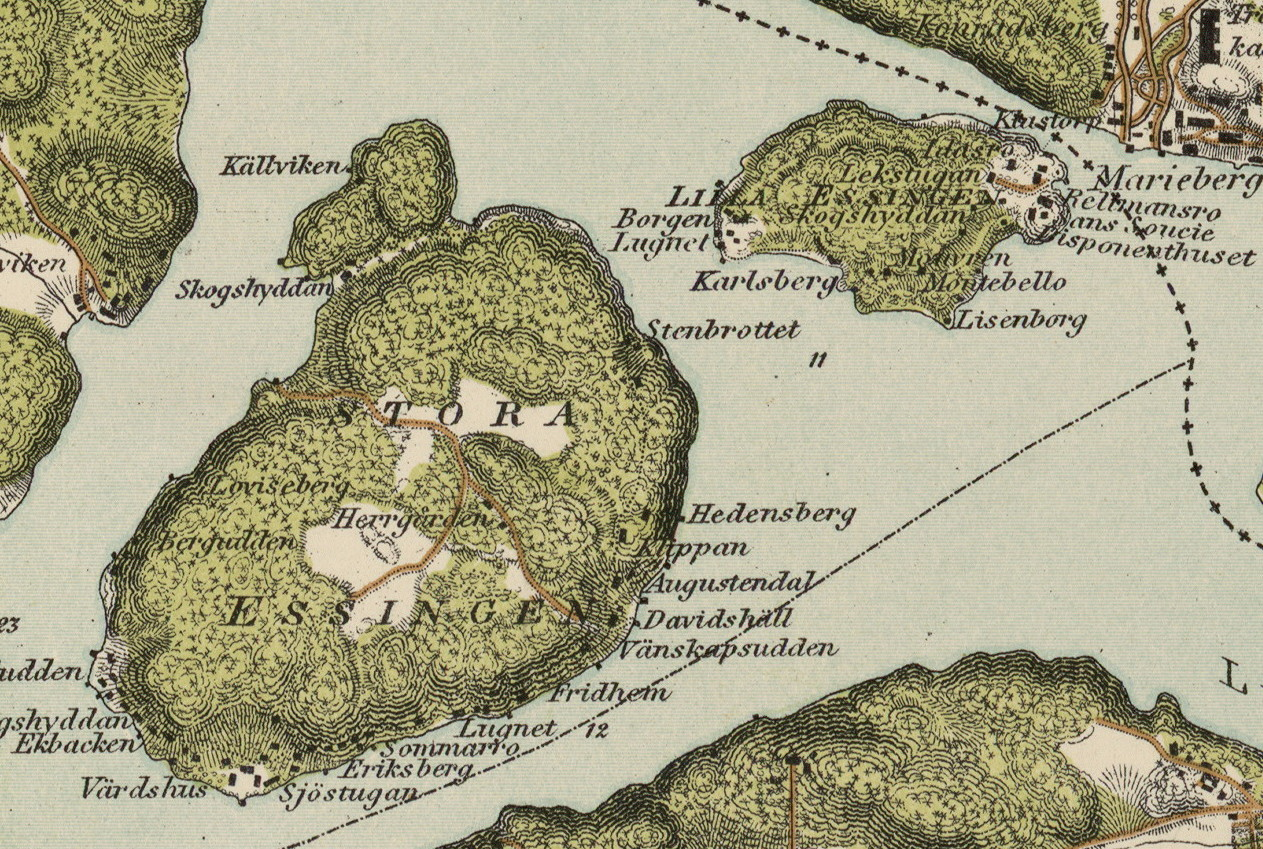
Stora och Lilla Essingen, 1861.
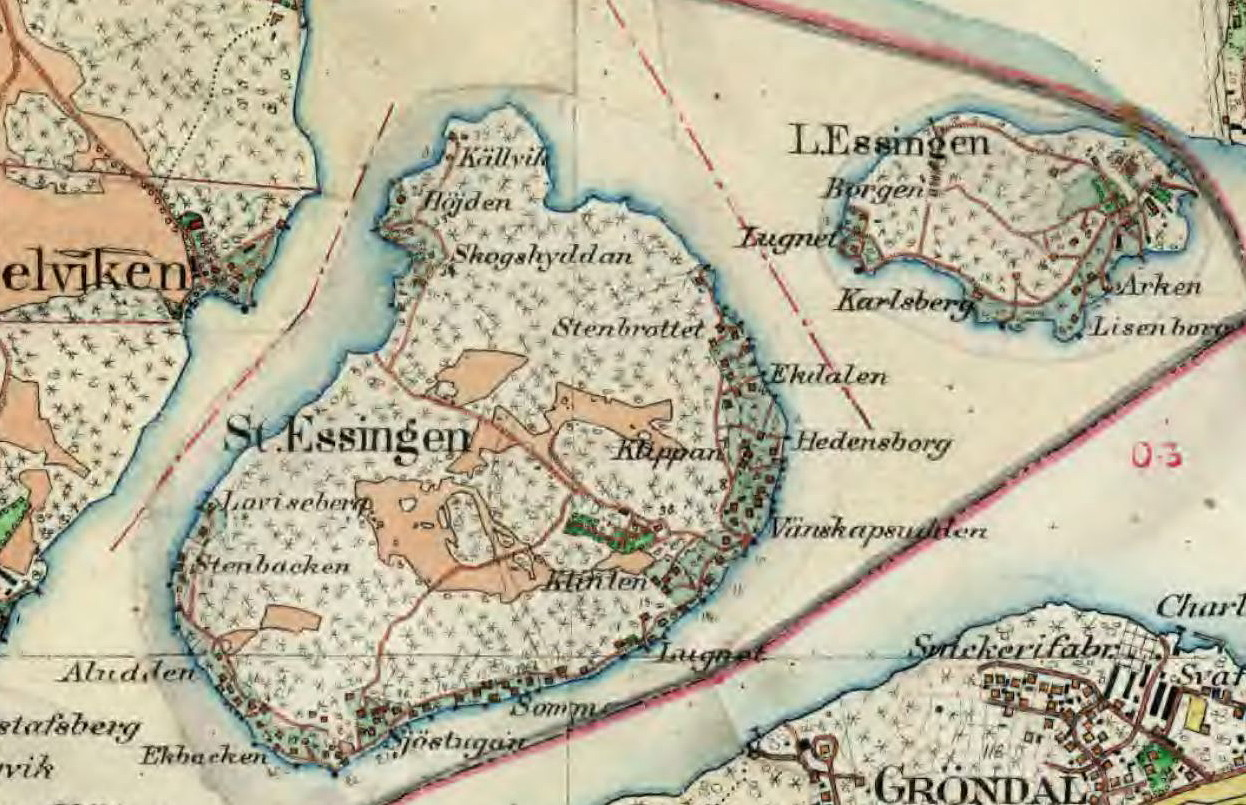
Stora och Lilla Essingen 1901-1906.
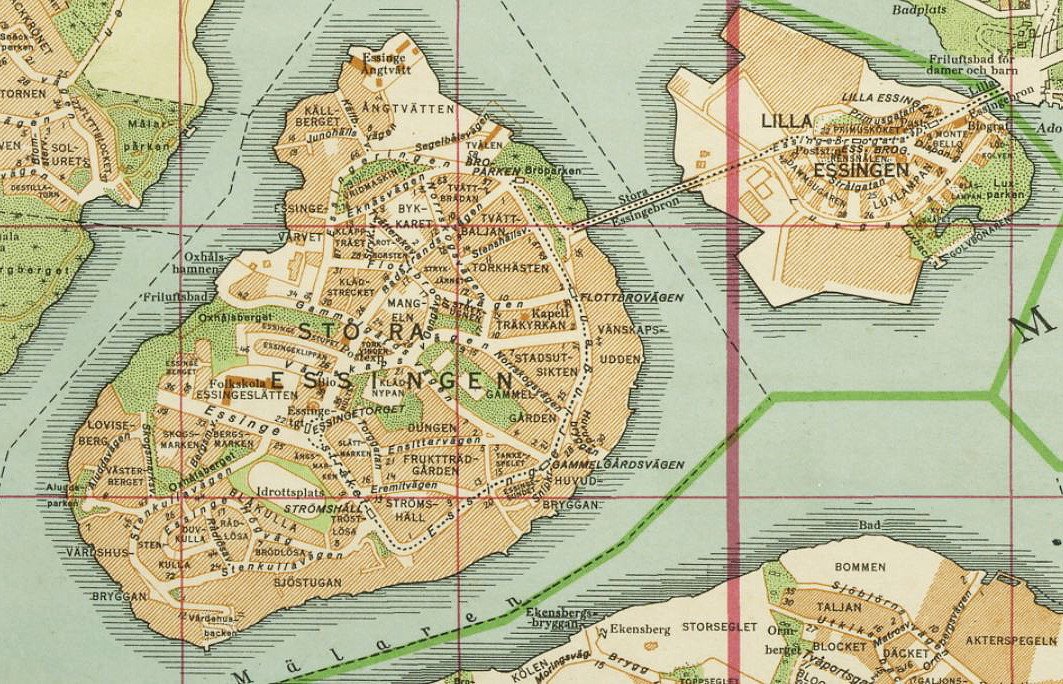
Stora och Lilla Essingen, 1944.

## Samhällets och bebyggelsens utveckling

### Tidig bebyggelse

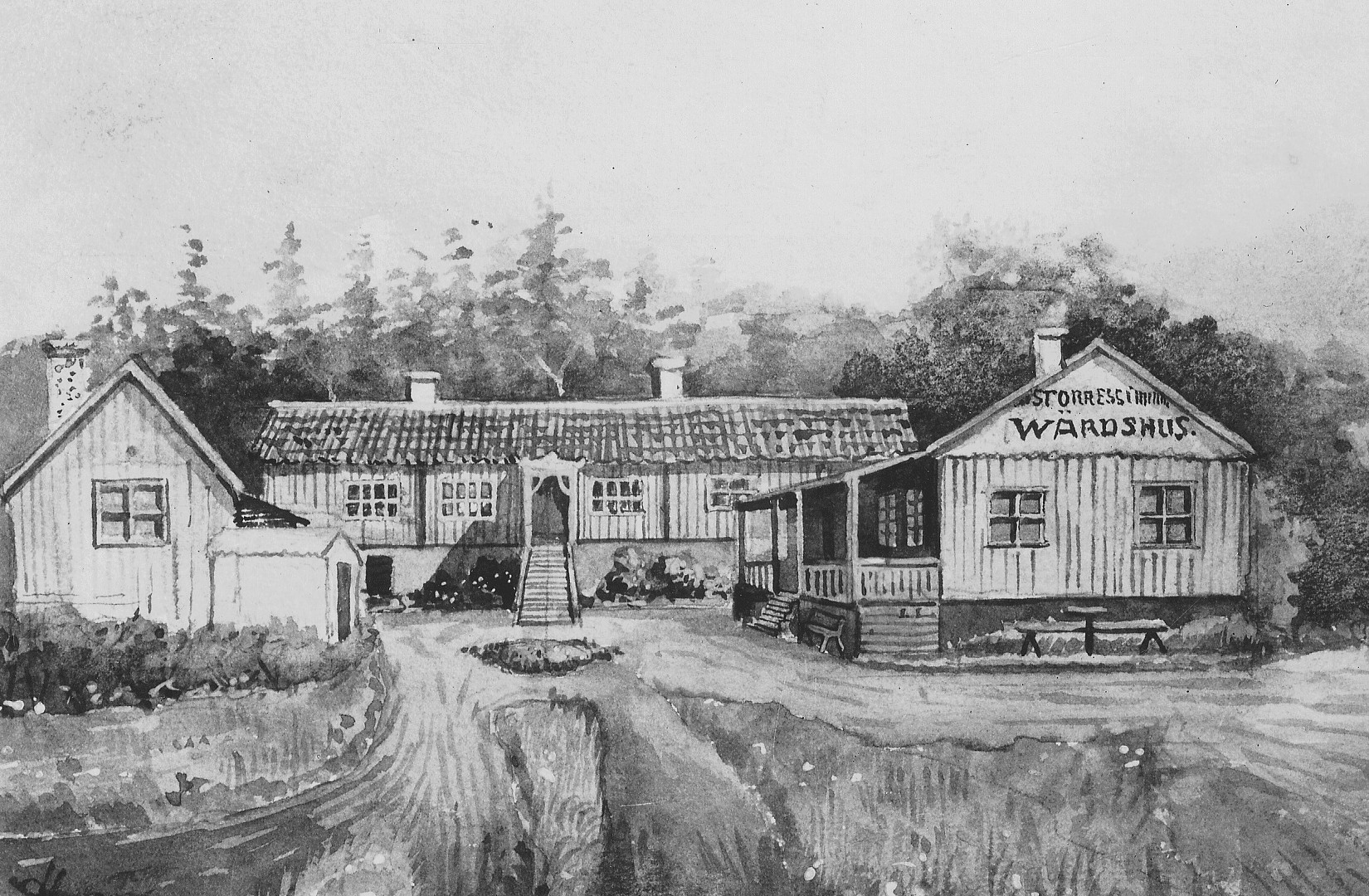
Stora Essingens Wärdshus.

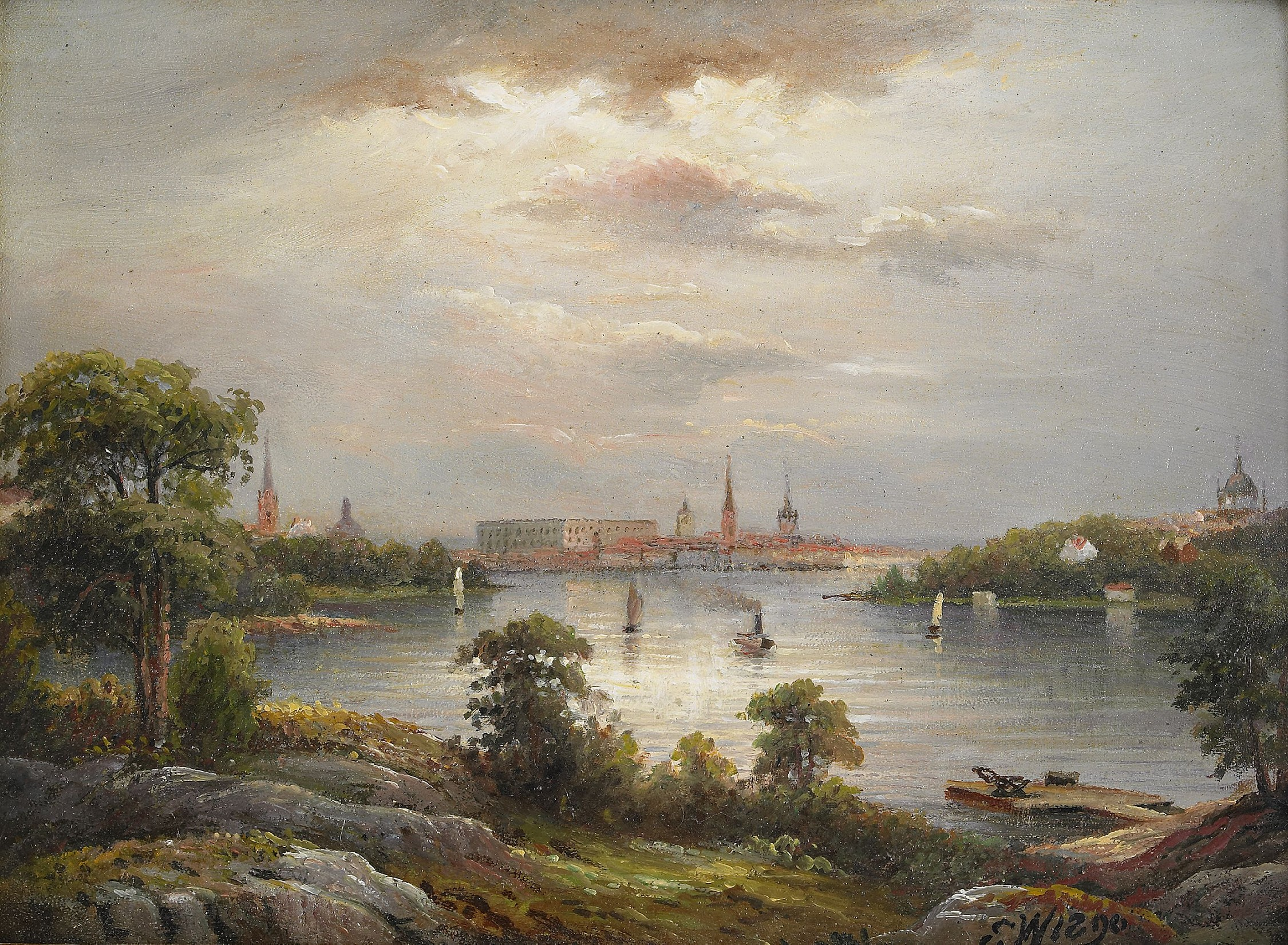
Stockholm sedd från Stora Essingen, 1890-tal, målning av Ernfried Wahlqvist.

Under lång tid var Stora Essingens Wärdshus med sina två flyglar öns enda bebyggelse. Värdshuset var en sjökrog vid segelleden in mot Stockholm och existerade från 1700-talet till 1876. Värdshusets kägelbana var kvar till tidigt 1900-tal och västra flygeln existerar fortfarande, idag som privatbostad. Värdshusparken och Värdshusbryggan minner idag om stället.
Omkring år 1870 började bostäder byggas längs stränderna av varvsarbetarna från Ekensbergs varv. Öns dåvarande ägare, Gustaf Åkerhielm, gav tillstånd och arbetarna fick arrendera tomter för 20 kronor per tunnland. De fick också köpa ”träd på rot” som sågades till byggvirke vid en såg i Gröndal. Husen uppfördes på fritid och det tog flera år att färdigställa dem, men de var byggda omsorgsfulla och dekorerades med tidstypiska detaljer som lövsågerier och fornnordiska stilelement. De små villorna låg som ett pärlband längs stränderna och fick fantasifulla namn som Loviseberg, Aludden, Bergshyddan, Strömsborg, Augustenborg, Selmyhill och Linneaborg. Bara några få byggnader från denna tid existerar idag, bland annat vid vattenbrynet nedanför Aluddsvägen.
Arbetarna uppförde även sommarstugor som beboddes av dem själva på sommaren medan deras bostadshus hyrdes ut till sommargäster från Stockholm. Åkerhielm erbjöd även arbetarna att köpa hela ön för 60 000 kronor men de kunde inte anskaffa erforderligt kapital, några friköpte dock sina tomter.
Efter Åkerhielms död 1900 sålde stärbhuset ön för 600 000 kronor till AB Stora Essingen som 1907 började sälja tomter, för sitt ambitiösa projekt Essinge Villastad. Bolaget hade stora planer och villastaden skulle bli en mönsteranläggning med egen kyrka, nöjesetablissemang, idrottsanläggning, gatunät och broförbindelse samt spårvägslinje till Brommalandet. Försäljningen gick dock trög. En provisorisk folkskola inrättades på Stora Essingen 1917. År 1920 fick ön elkraft och året därpå även kommunalt vatten. Vid den tiden bodde omkring 1250 personer här.

### Stadsplaneringen

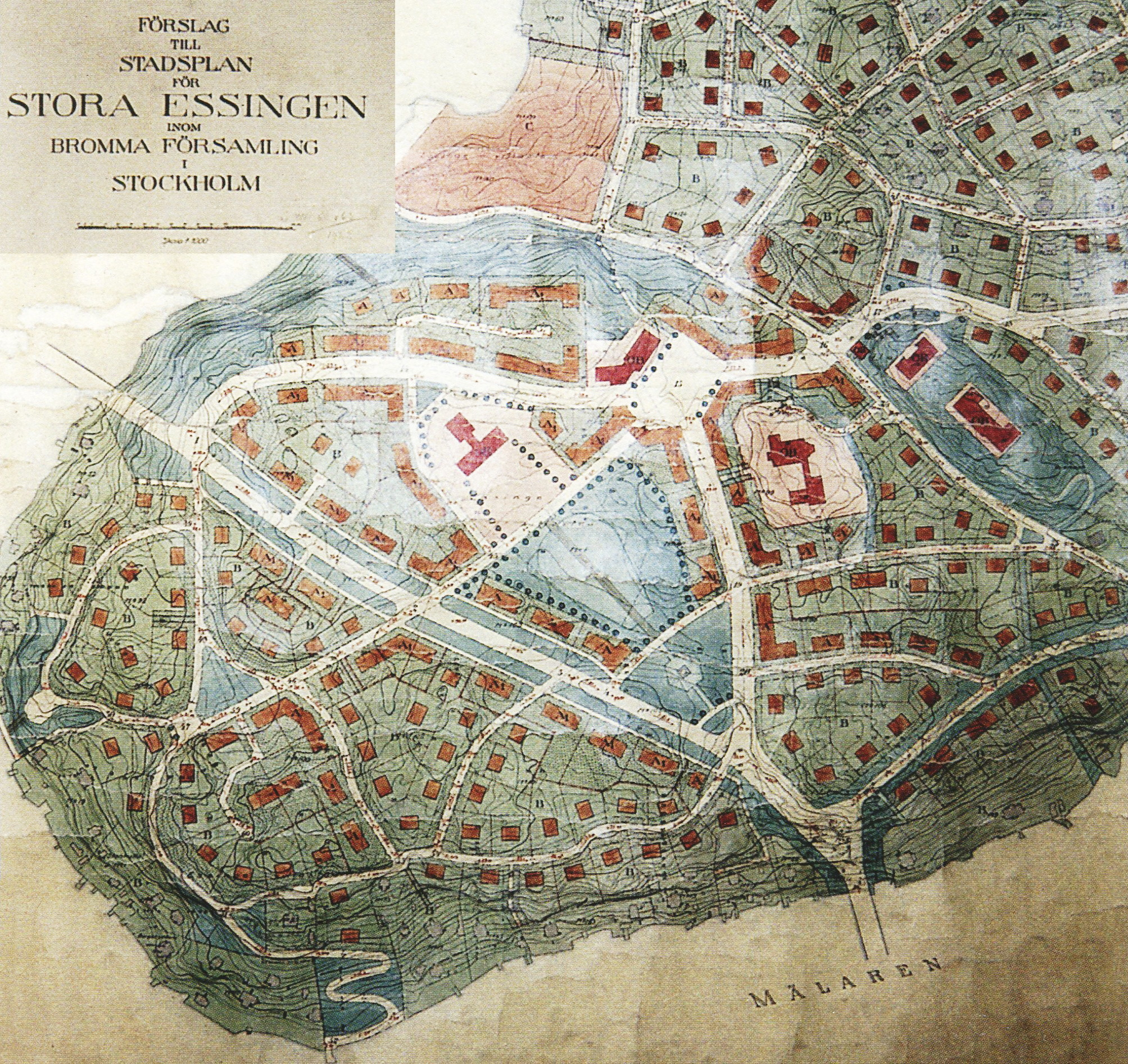
Stadsplanen från 1923 (södra del).

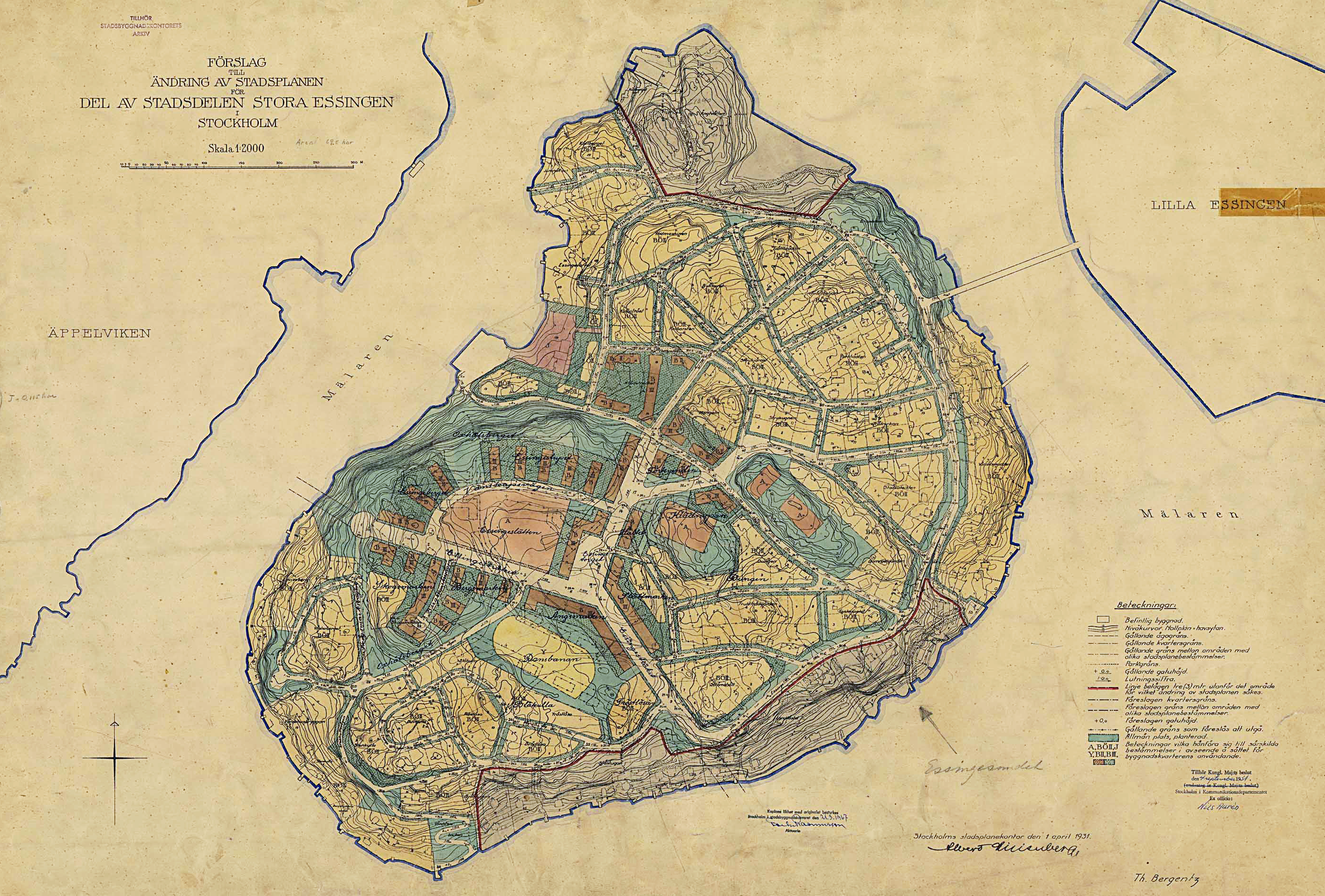
Stadsplanen från 1931.

Den första stadsplanen fastställdes i juli 1923. Den hade upprättats av dåvarande stadsplanedirektören Per Olof Hallman. I hans stadsplan förskrevs ett centralt beläget torg och en offentlig byggnad samt en park inordnade i ett axialt sammanhang. Vidare skulle öns huvudgata (Essingestråket) bli en 24 meter bred esplanad som fortsatte åt båda håll i broar till Gröndal respektive Smedslätten. Ingen av dessa broar blev byggda men namnberedningen hade gett dem sina namn: S:t Örjansbron respektive Atlandsbron. Den första fasta broförbindelsen tillkom i december 1928 med Stora Essingebron till Lilla Essingen. Först nu tog tomtförsäljningen fart, men AB Stora Essingen hade då redan anmält likvidation. 
År 1931 kom en ny, ändrad stadsplan, utformad av arkitekt Thure Bergentz och signerad av stadsplanedirektören Albert Lilienberg vid Stockholms stadsbyggnadskontor. I den skedde ändringar ”som visat sig önskvärda vid områdets exploatering och i huvudsak beröra ännu ej bebyggda delar av ön...” Fortfarande är broar till Gröndal respektive Smedslätten antydda i planen. Väster om Essingetorget på kvarteret Essingeslätten vid Essingestråket 26-28 avsattes i stadsplanen ett större område för ”allmänt ändamål” (A). Här uppfördes 1932 Stora Essingens folkskola efter ritningar av arkitekt Ture Ryberg. Förutom den kommunala grundskolan Essingeskolan finns här sedan 1975 även den privata gymnasieskolan Lycée Français Saint Louis de Stockholm. 
Ytterligare mark för ”allmänt ändamål” var reserverat för en framtida kyrkbyggnad på öns båda höjdplatåer. På den ena, lägre toppen, kom Essinge kyrka att uppföras, ritad av arkitekt Cyrillus Johansson och invigd 1959. Bebyggelse med kyrka på den högre toppen (kallad Kungsklippan) slopades 1945 och området utlades som parkmark. Söder om Essingetorget redovisade stadsplanen mark för ”idrottsändamål” (Y). Här anlades Stora Essingens IP. Redan 1928 bildades Essinge Båtsällskap (ej att förväxla med Essinge Båtklubb som ligger på Lilla Essingen) med egen småbåtshamn belägen i Essingedjupet och ytterligare en vid Oxhålshamnen i Oxdjupet.
Det följde ytterligare reviderade stadsplaner, 1938 för öns södra delar och 1939 för öns norra delar. Stora Essingens centrala område exploaterades för bebyggelse med flerbostadshus i tre våningar och här anlades även öns ”centrum” med Essingetorget. Från torget utgår strålformat tre huvudvägar: Badstrandsvägen mot norr och Essingestråket åt väster respektive sydost. Bebyggelsen runt torget ritades av bland andra arkitektkontoren Hagstrand & Lindberg och Wåhlin & Hjelm. Badstrandsvägen slutade i norr vid öns första badplats, därav namnet. Nuvarande Oxhålsbadet tillkom på 1930-talet. Vid Badstrandsvägen 36, nära Essingetorget, öppnade 1938 öns egen biograf, Orkanen, skådespelaren och Essingebon Adolf Jahr höll invigningstalet. Under slutet av 1960-talet lades den ner.

### Bebyggelsen

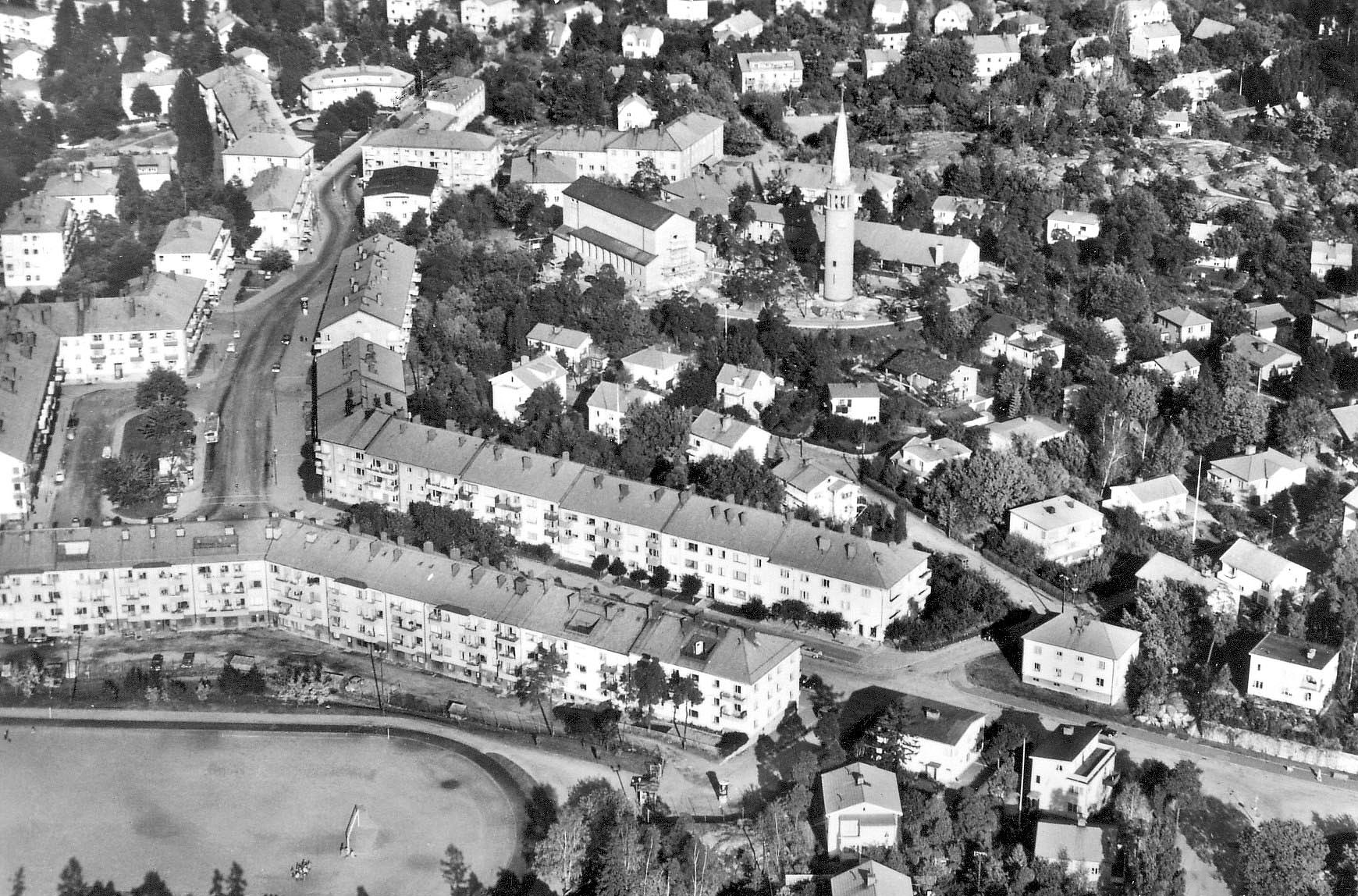
Stora Essingens centrala delar med Essingetorget och Essinge kyrka, 1958.

I väster, vid Aluddsvägen och Stenkullavägen med vidsträckt utsikt över Mälaren, byggdes under 1930-talet några exklusiva villor i funktionalistisk stil, ritade av bland andra Björn Hedvall, Ernst Auby, Georg Lindberg och Edvin Engström. Några av villorna är grönmärkta av Stadsmuseet i Stockholm vilket innebär ”att bebyggelsen har ett högt kulturhistoriskt värde och är särskilt värdefull från historisk, kulturhistorisk, miljömässig eller konstnärlig synpunkt”. Här bosatte sig skådespelarna Adolf Jahr (Aluddsvägen 16) och Edvard Persson (Aluddsvägen 8) samt senare även ishockeyspelaren Sven Tumba (Aluddsvägen 18).
Längst i norr låg öns enda större industri. Här bedrev Essinge Ångtvätt sin verksamhet från 1907 till 1963 sedan en stor brand förstört tvätteriet. I början av 1980-talet uppfördes där några kontorshus, bland dem Lärarnas Hus och Swedbankens IT-central i kvarteret Ångtvätten.
Vid Norrskogsvägen 1–3 ligger ett uppmärksammat radhusområde. Området som är väl synligt vid västra sidan av Essingeleden i höjd med Stora Essingepåfarten består av åtta radhus fördelade på två längor som ritades 1936 i funkisarkitektur av arkitekt Rolf Hagstrand och hans partner Birger Lindberg. Radhusen är grönmärkta av Stadsmuseet.
Utbyggnaden av den planlagda marken var i princip slutförd vid 1940-talets slut, därefter har genom decennierna genomförts kompletteringar och förtätningar. Essingeledens framdragning mellan åren 1961–1966 innebar att en del av den äldsta bebyggelsen längs östra stranden revs. Under 1960-talet påbörjades en förtätning av bebyggelsen med radhus, under 1970-talet fortsatte den utvecklingen, delvis på bekostnad av den äldre bebyggelsen.
I kvarteret Essingevarvet med utsikt över Oxhålet uppfördes på 1990-talet Essingevikens bostadsområde. Bebyggelsen består av nio punkthus med 116 bostadsrättslägenheter. Husen ritades av Sundell arkitekter. Här låg tidigare Kungsholms Express lager och kontor.

### Historiska bilder

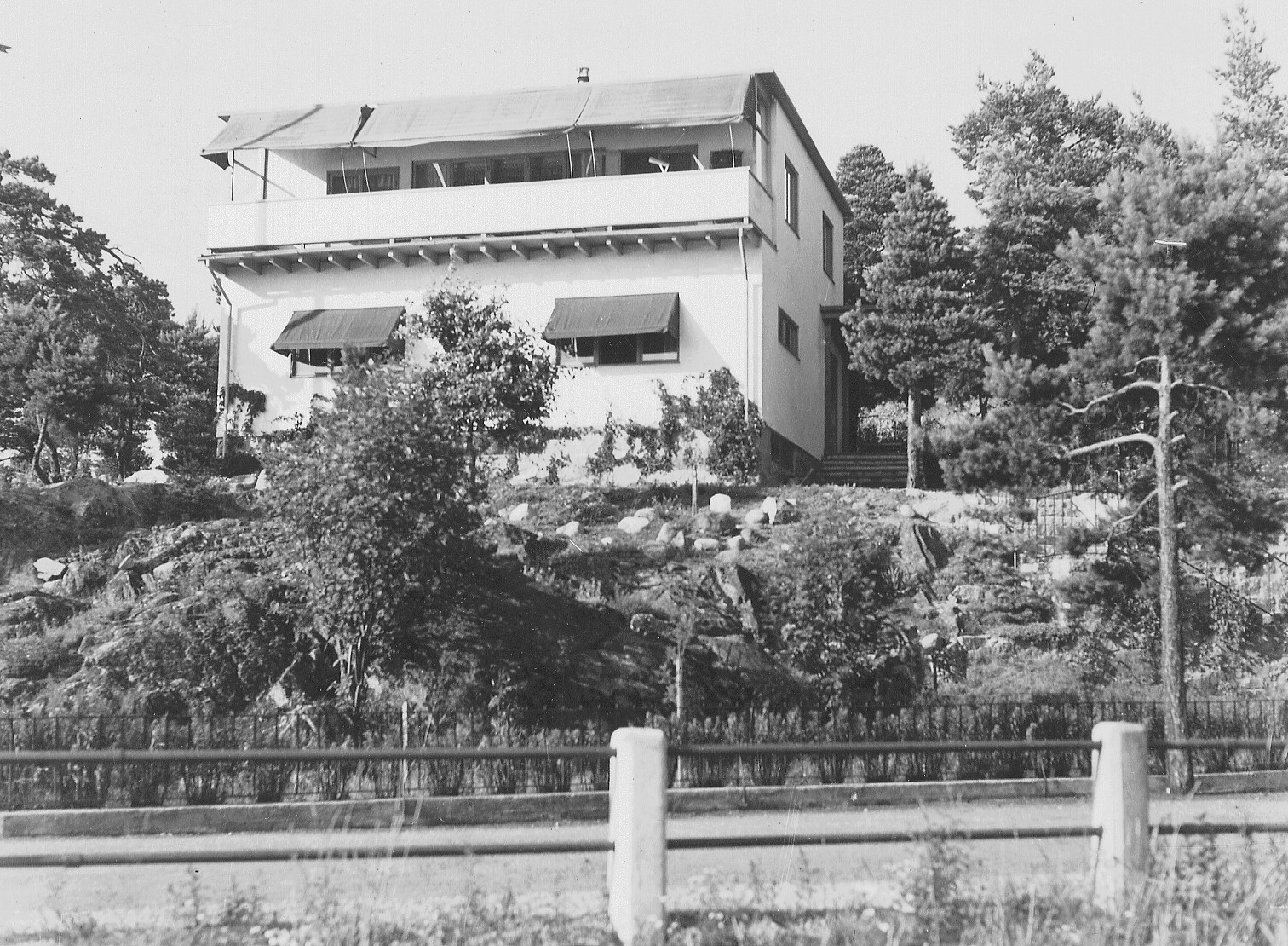
Aluddsvägen 8, funkisvilla från 1933 bebodd av Edvard Persson 1941–1950.
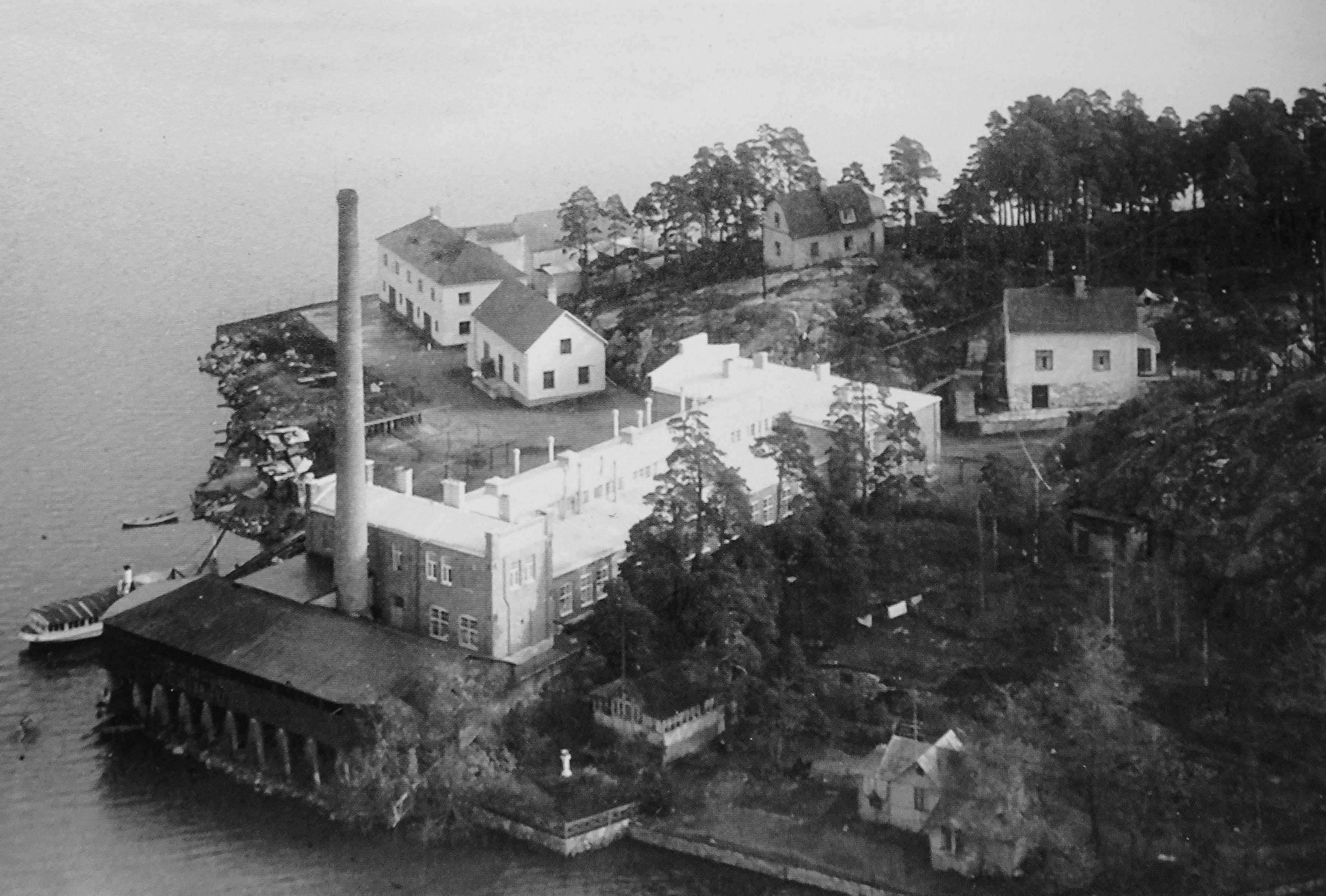
Essinge Ångtvätt, 1930.
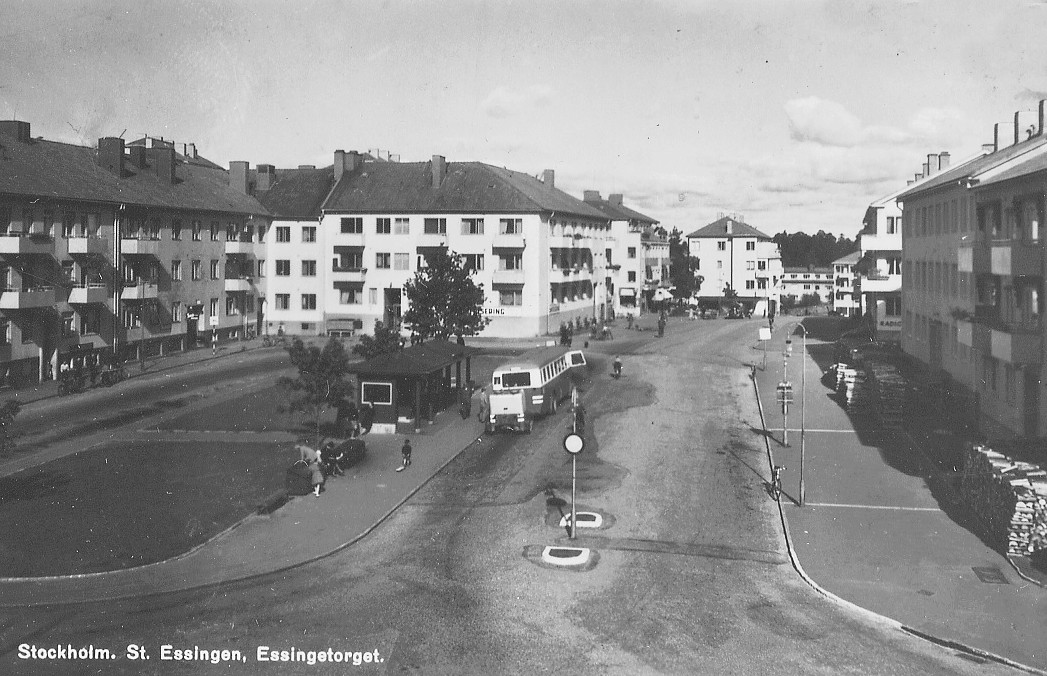
Essingetorget på 1940-talet, lägg märke till vedstaplarna utanför husen.
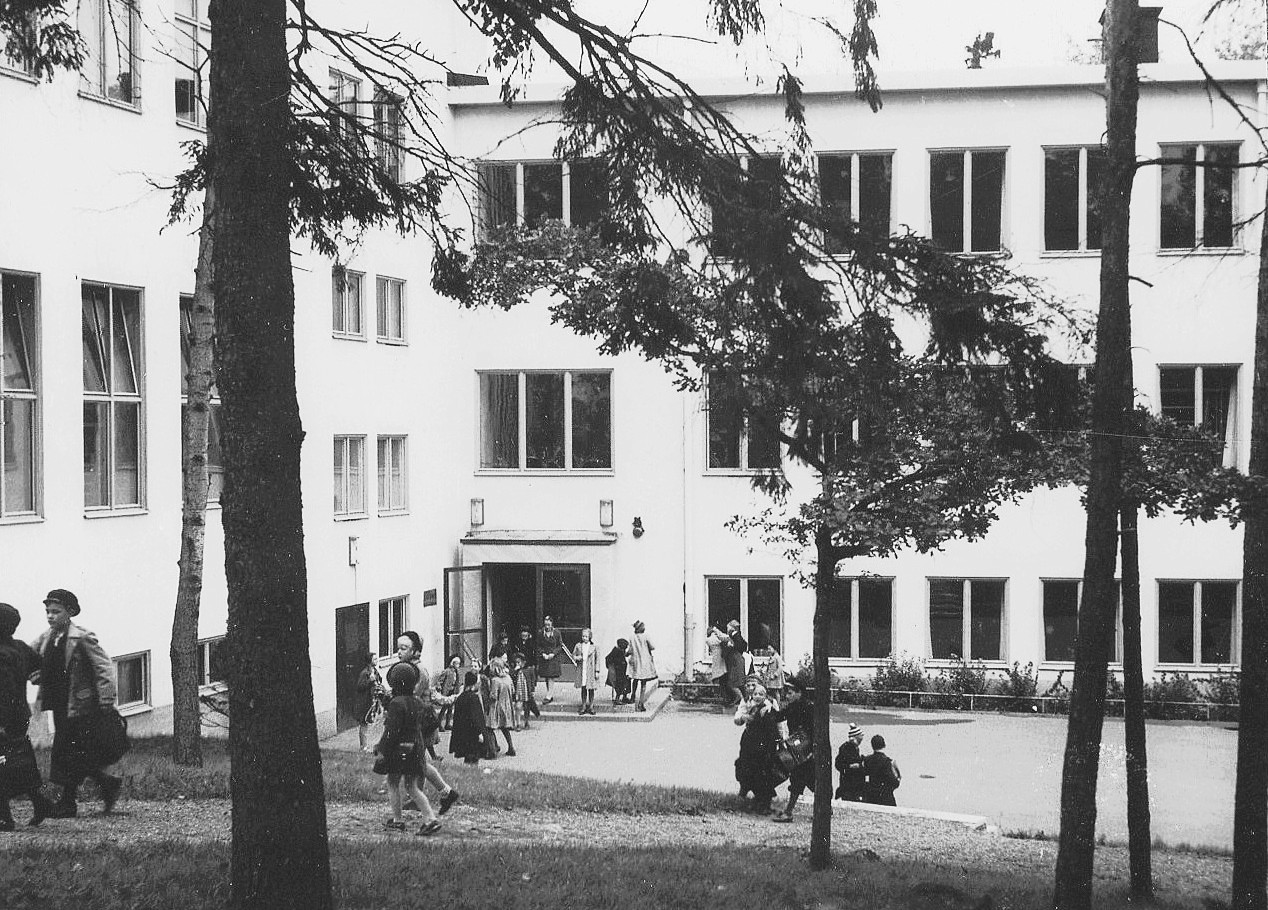
Stora Essingens folkskola 1942.
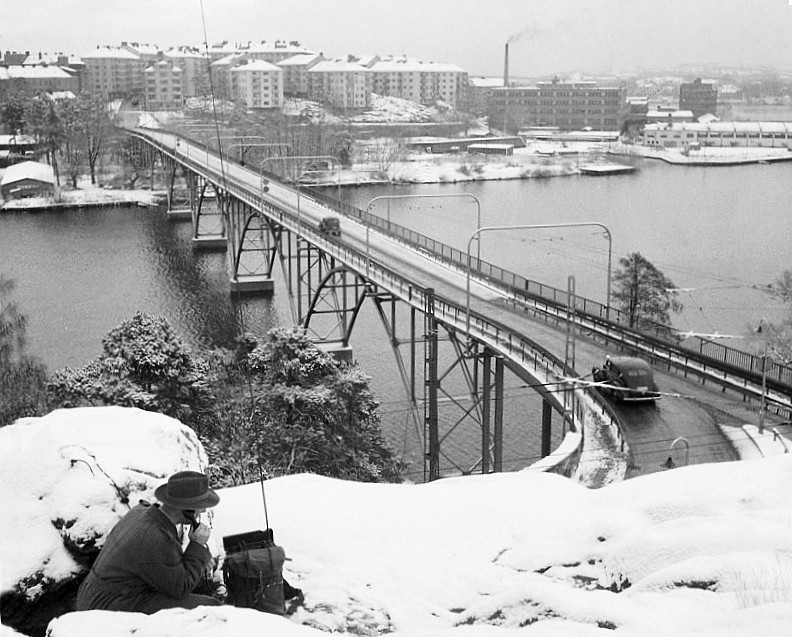
Hastighetskontroll på Stora Essingebron 1950.
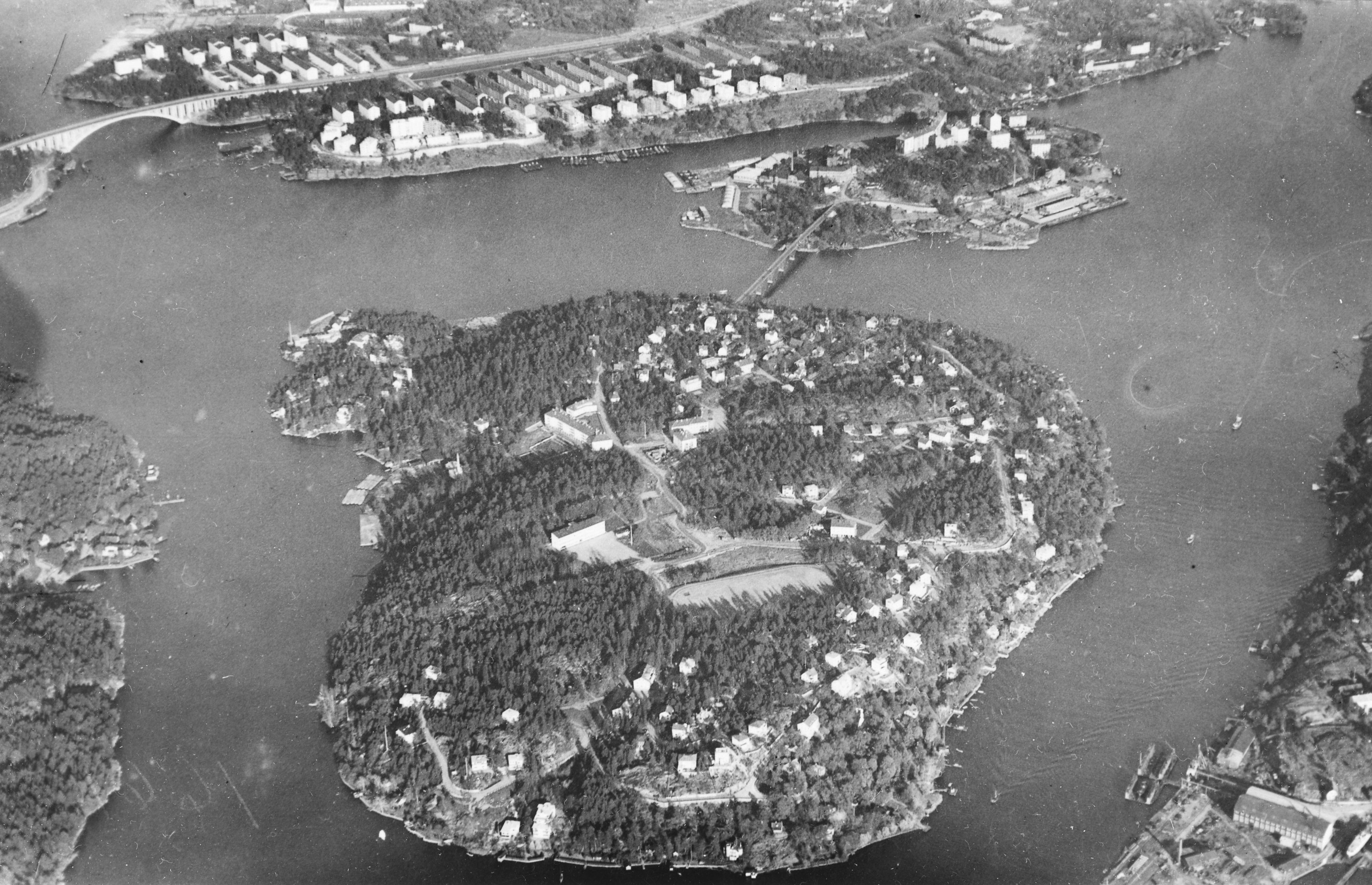
Flygfoto över Stora Essingen. Taget efter Tranebergsbrons invigning men innan centrala delen av ön bebyggdes med flerfamiljshus.

## Kyrkor

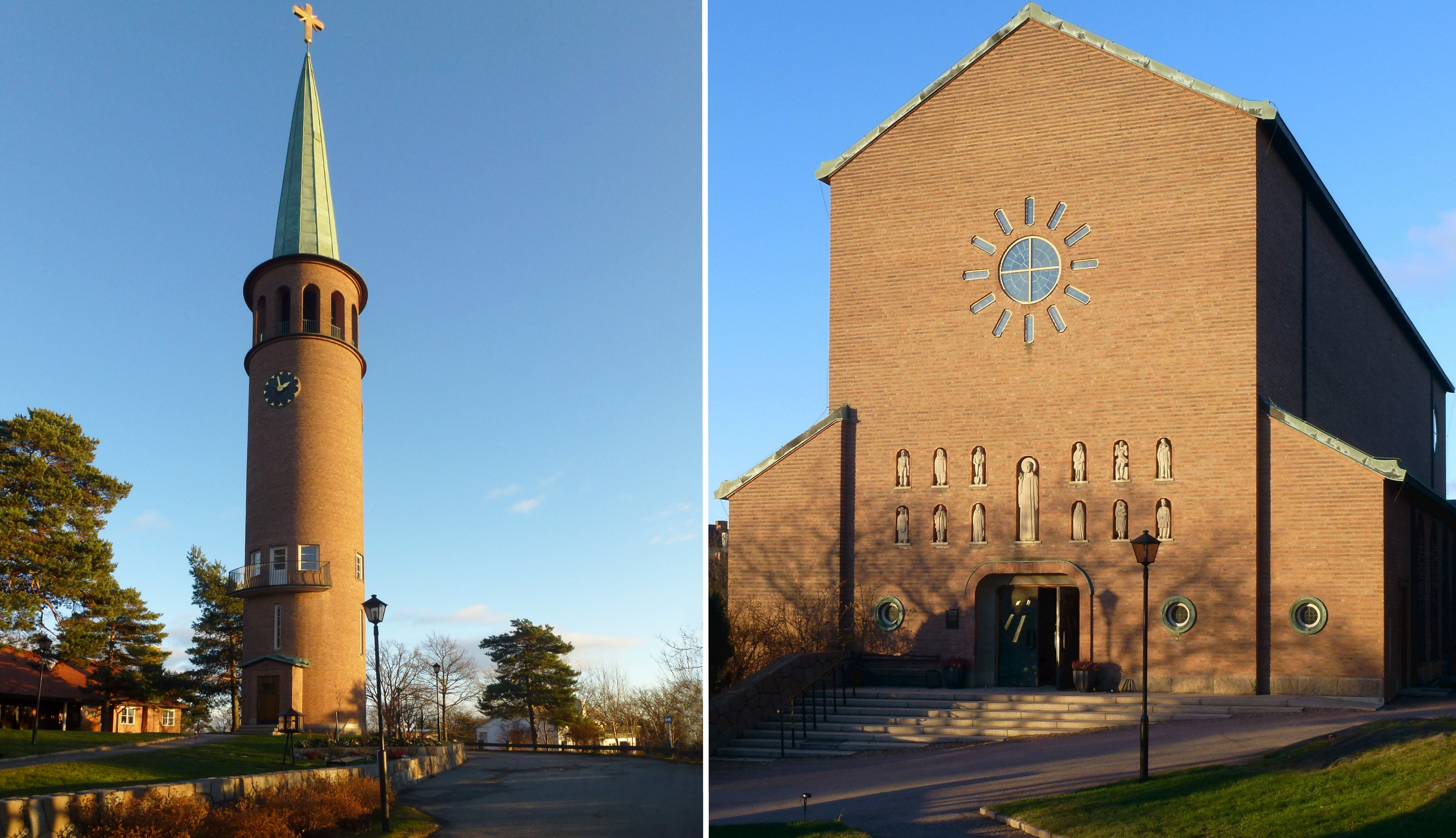
Essinge kyrka 2008.

Essinge församling bröts ut ur Bromma församling 1955 och Essinge kyrka byggdes högst upp på ön mellan 1957 och 1959 efter ritningar av arkitekt Cyrillus Johansson. Essinge kyrka skulle bli hans sista genomförda uppdrag.  
Vid Flottbrovägen ligger S:t Mikaels och Alla Änglars kyrka som tillhör Liberala katolska kyrkan. Mellan 1923 och fram till slutet av 1960-talet var kyrkan något av en utpost till Kungsholms baptistkyrka och kallades då Essingekapellet eller Allianskapellet. 1970 övertogs kyrkobyggnaden av Liberala katolska kyrkan.

## Kommunikationer
Busstrafik till ön har förekommit sedan den 15 december 1928, först med busslinje 56 från Fridhemsplan. Åren 1945–1961 trafikförsörjdes Essingeöarna med trådbussar (linje 96). Fram till 1959 ansågs stadsdelen taxemässigt som en förort och man fick betala tilläggsavgift. 96:ans trådbussar, liksom de efterföljande Scania-Vabis Capitol-bussarna, var av en speciell smal modell så att de kunde mötas på den då befintliga bron mellan Lilla och Stora Essingen. Numera trafikerar innerstadsbusslinjerna 1 och 56 ön. Spårvagnstrafik fick Stora Essingen först år 2000, då Tvärbanan öppnades. Avståndet till station Alvik är 2,1 kilometer.
Mot Essingesundet ligger Värdshusbryggan som bortsett från några korta avbrott varit i bruk sedan 1900-talets början. Sedan 1973 lägger Strömma Kanalbolagets fartyg till vid bryggan med bland annat M/S Prins Carl Philip på rutten till och från Drottningholms slott.

## Demografi
År 2017 hade stadsdelen cirka 4 500 invånare, varav cirka 20,7 procent med utländsk bakgrund.

## Nutida bilder

Historiska byggnader
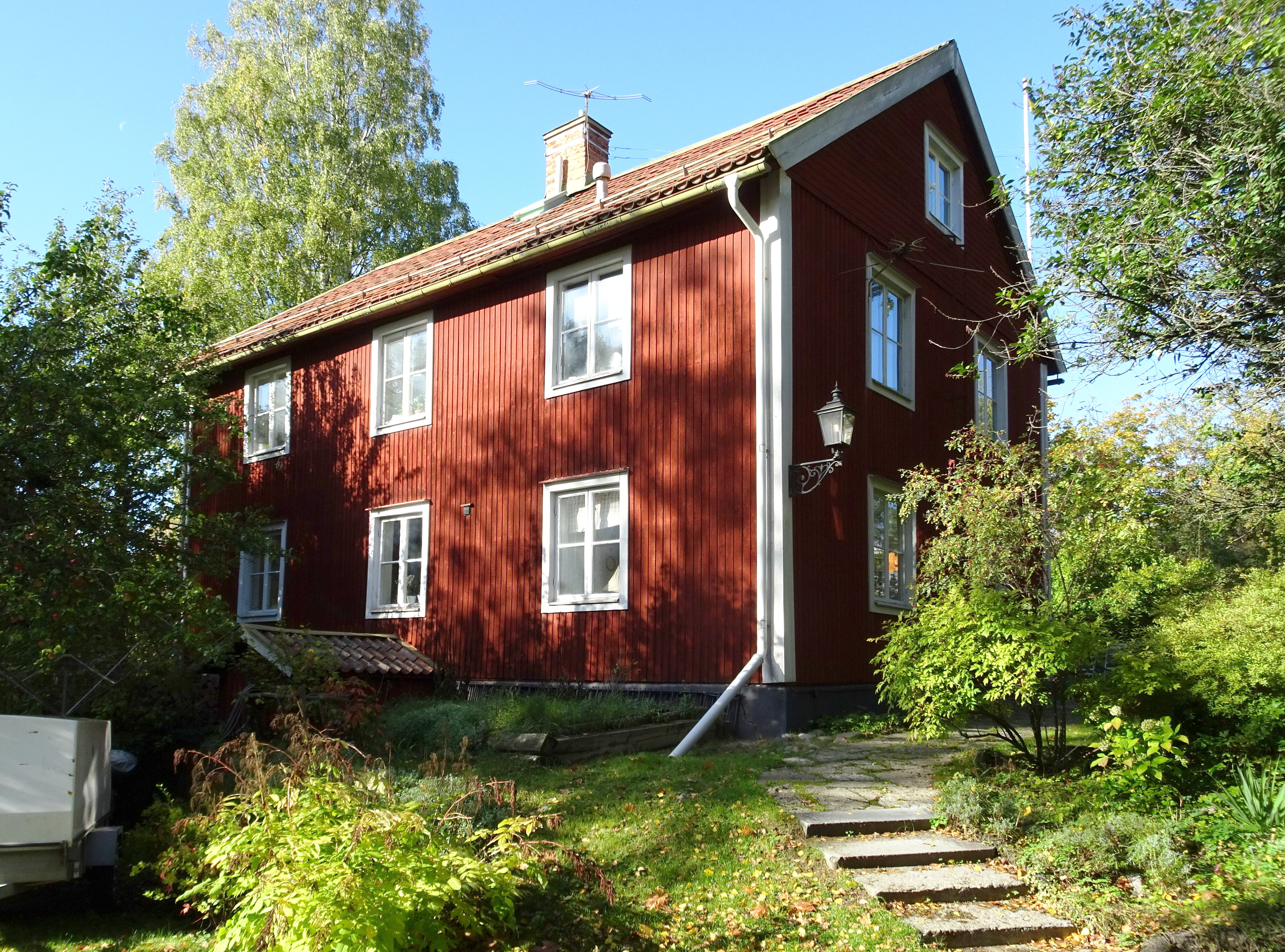
Gammelgården, Gammelgårdsvägen 4, arrendegård från 1860-talet.
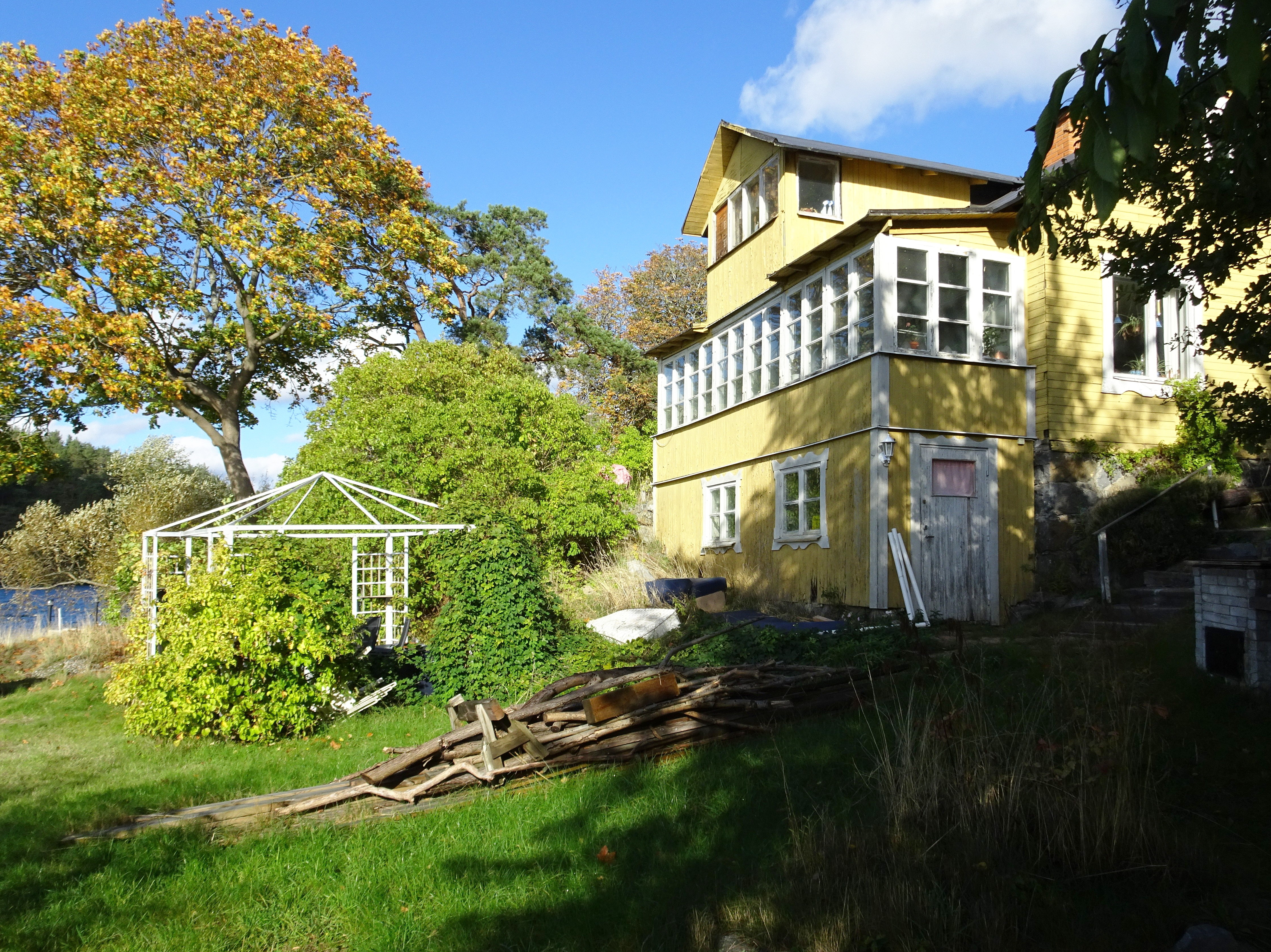
Bergudden nr 1, nedanför Aluddsvägen, äldre bostadshus från 1800-talets slut.
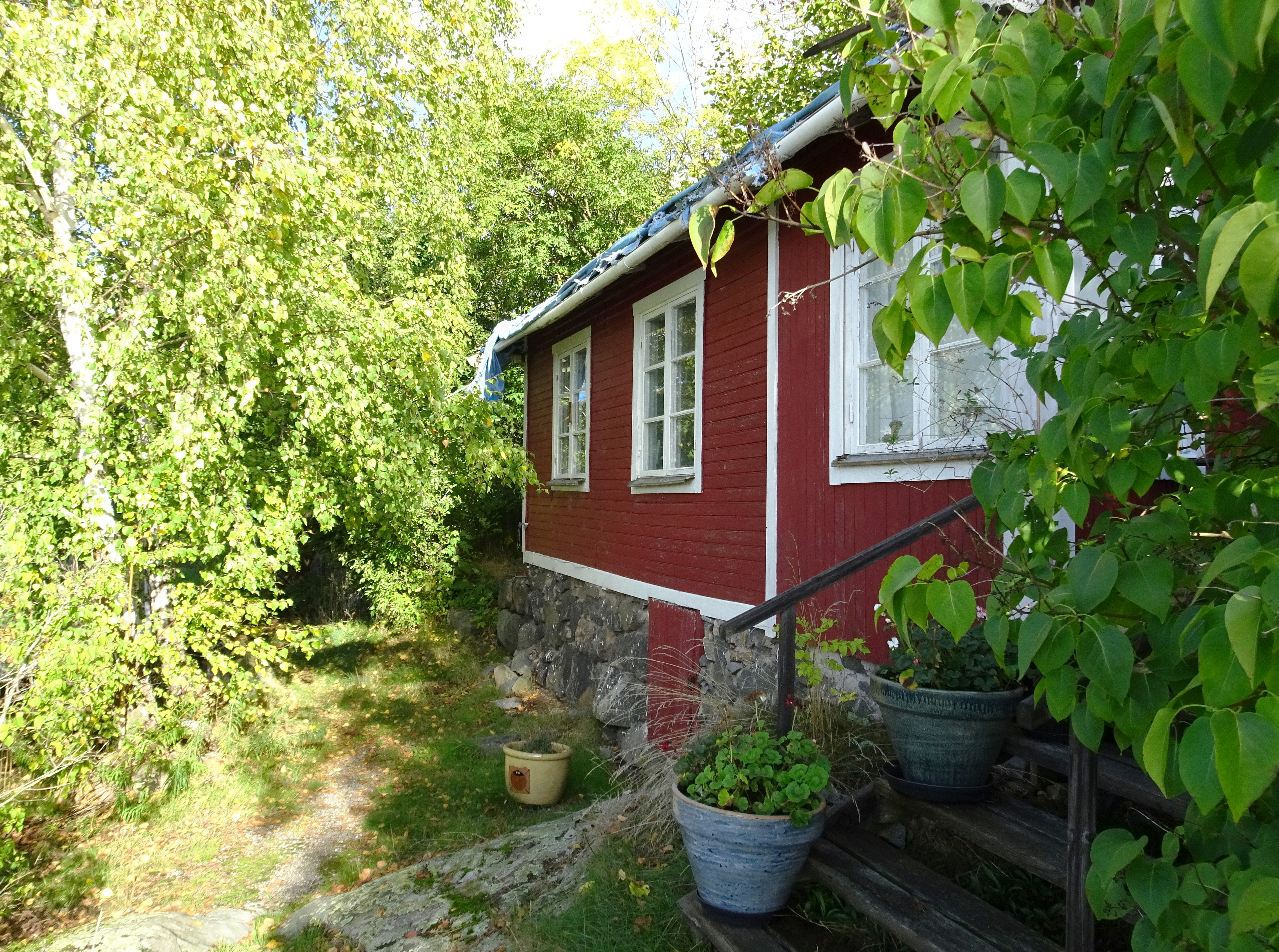
Bergudden nr 2, nedanför Aluddsvägen, äldre bostadshus från 1800-talets slut.
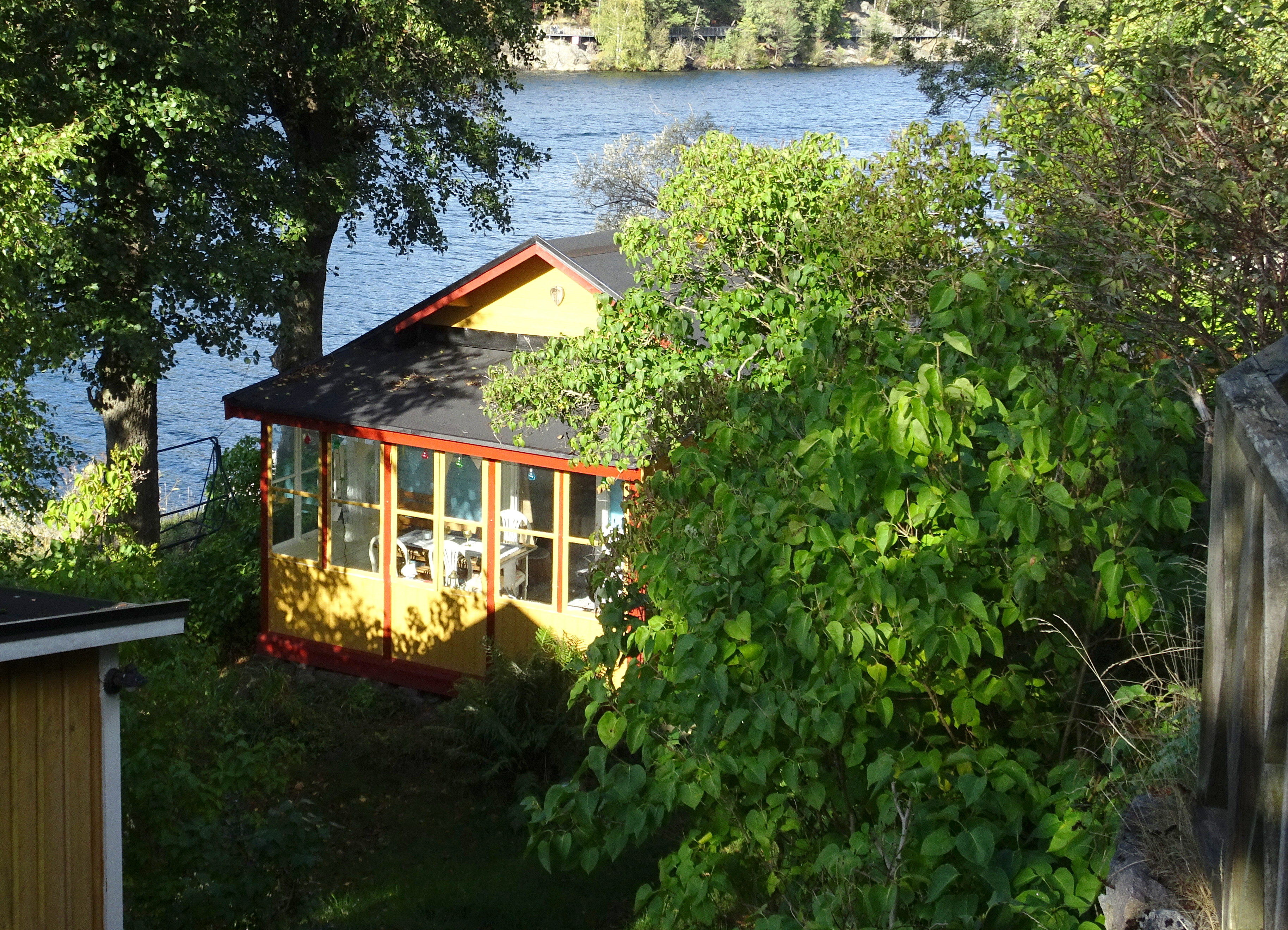
Bergudden nr 1, nedanför Aluddsvägen, äldre sommarstuga från 1900-talets början.
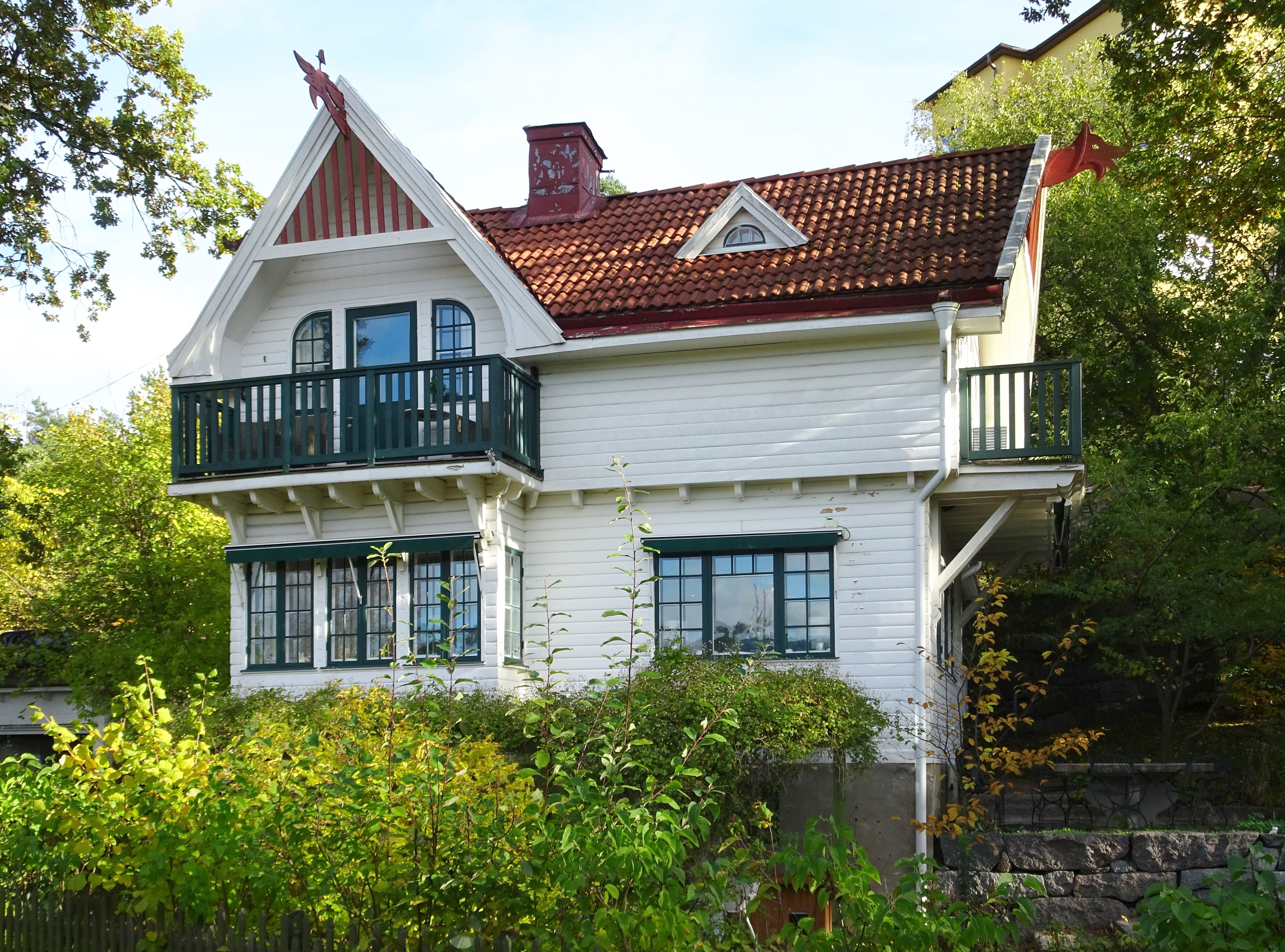
"Drakhuset", villa i nationalromantisk stil, Essingeringen 72, från 1906.

Villor
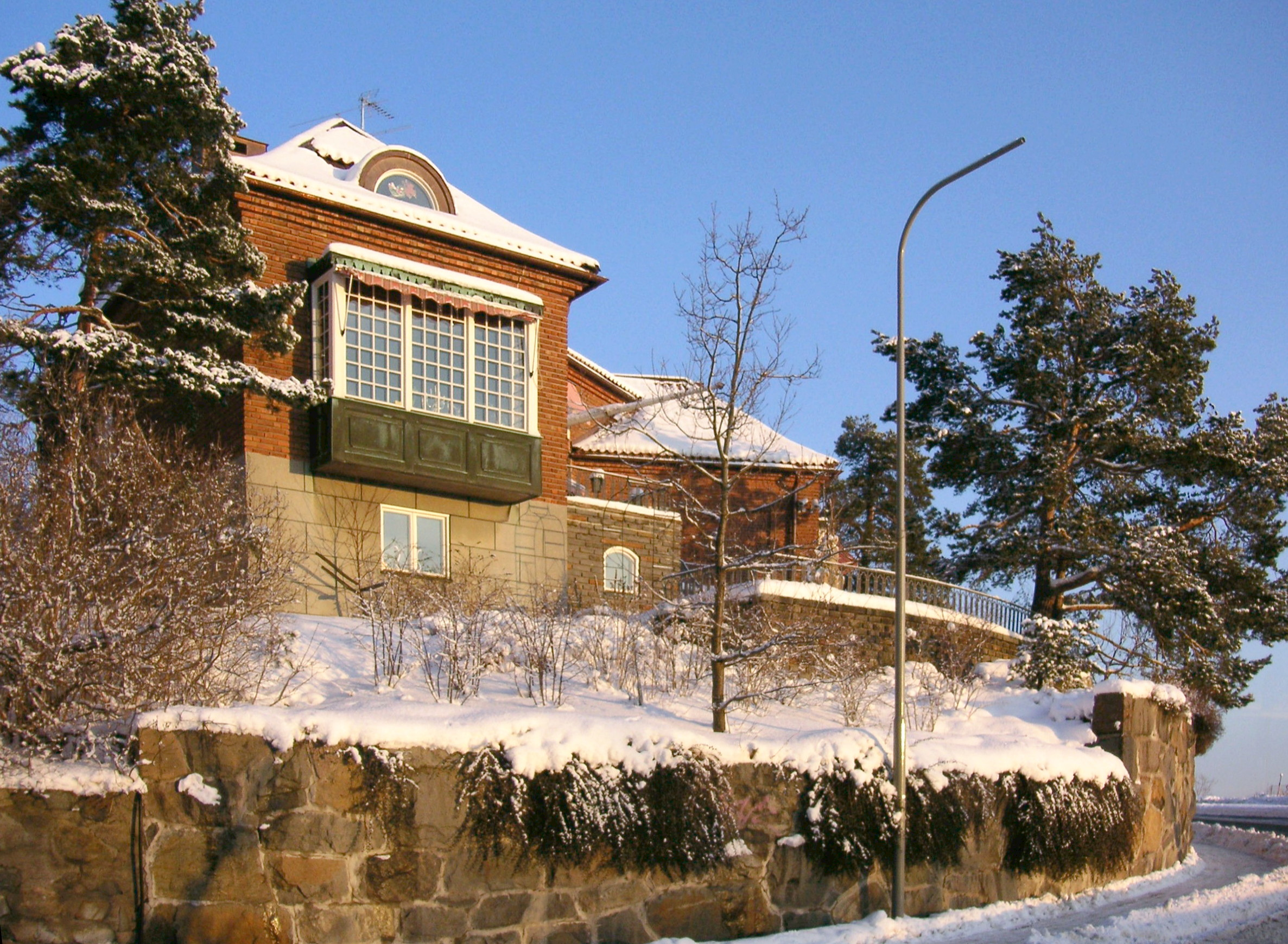
Hörntomten Essingeringen 1 / Essingestråket 2, arkitekt Bertil Ringqvist (byggår 1946).
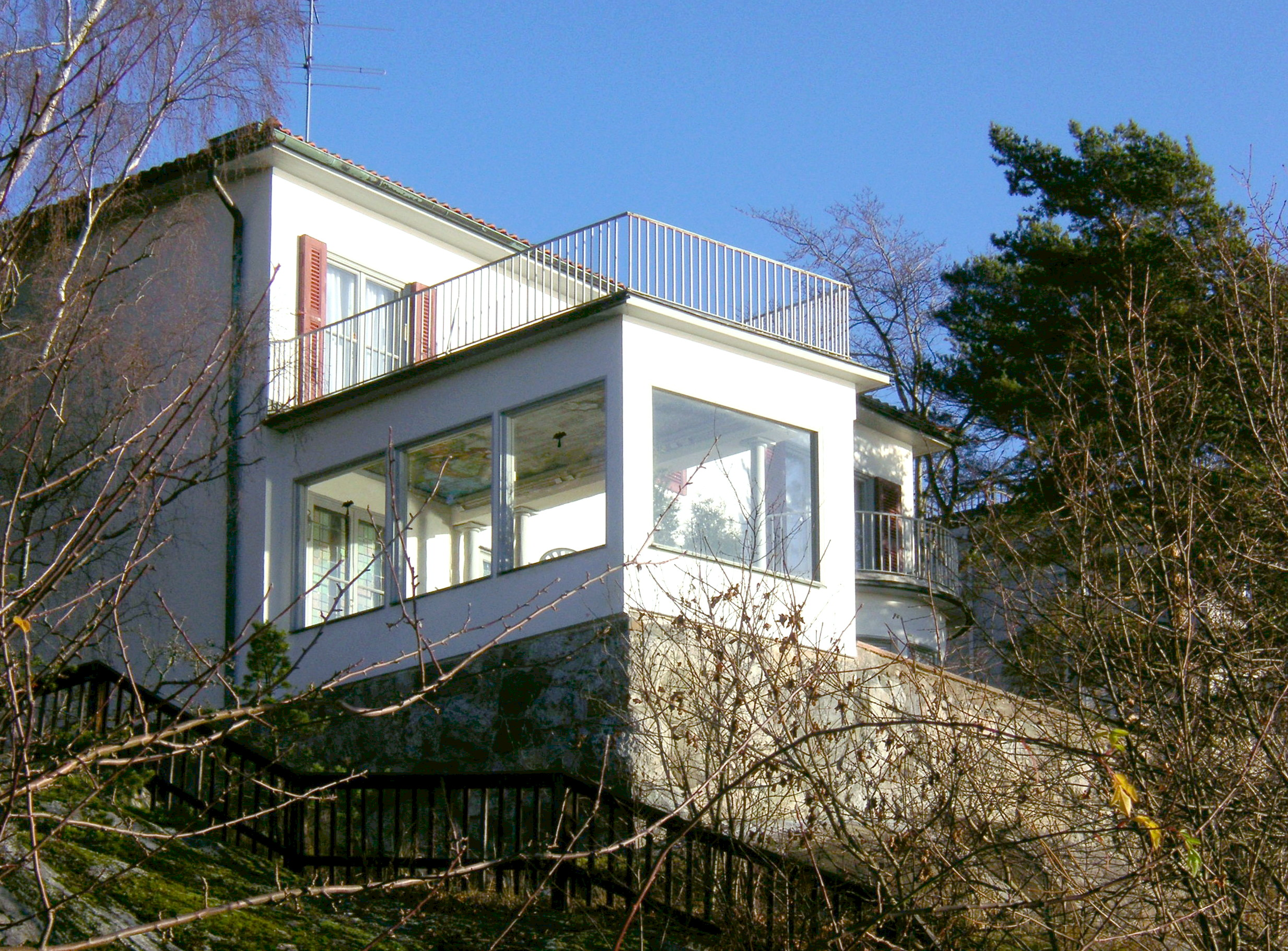
Funkisvilla, Stenkullavägen 32, arkitekt Ernst Auby (byggår 1929).
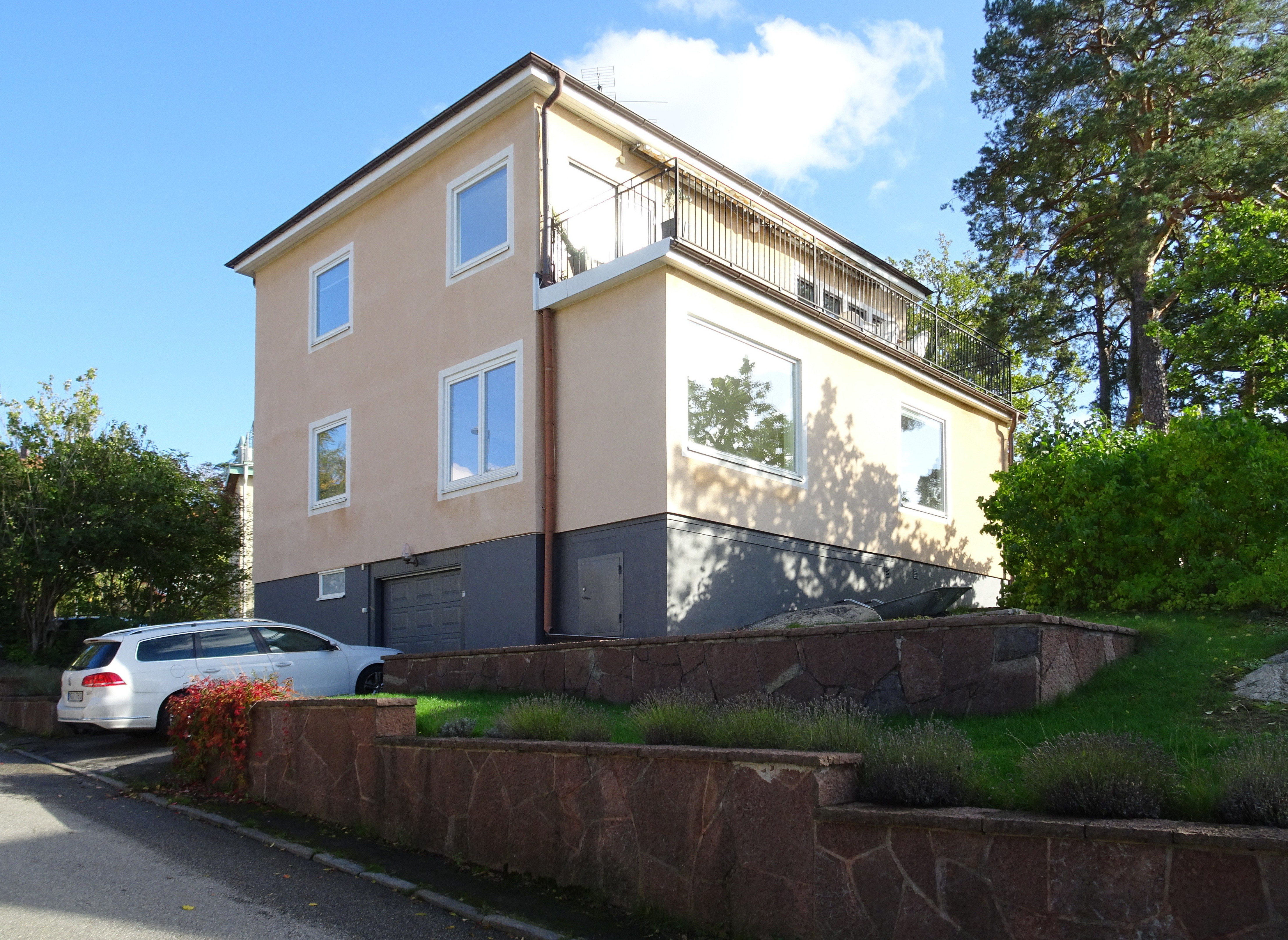
Funkisvilla, Aluddsvägen 19, arkitekt Edvin Engström, beboddes av Adolf Jahr (byggår 1935).
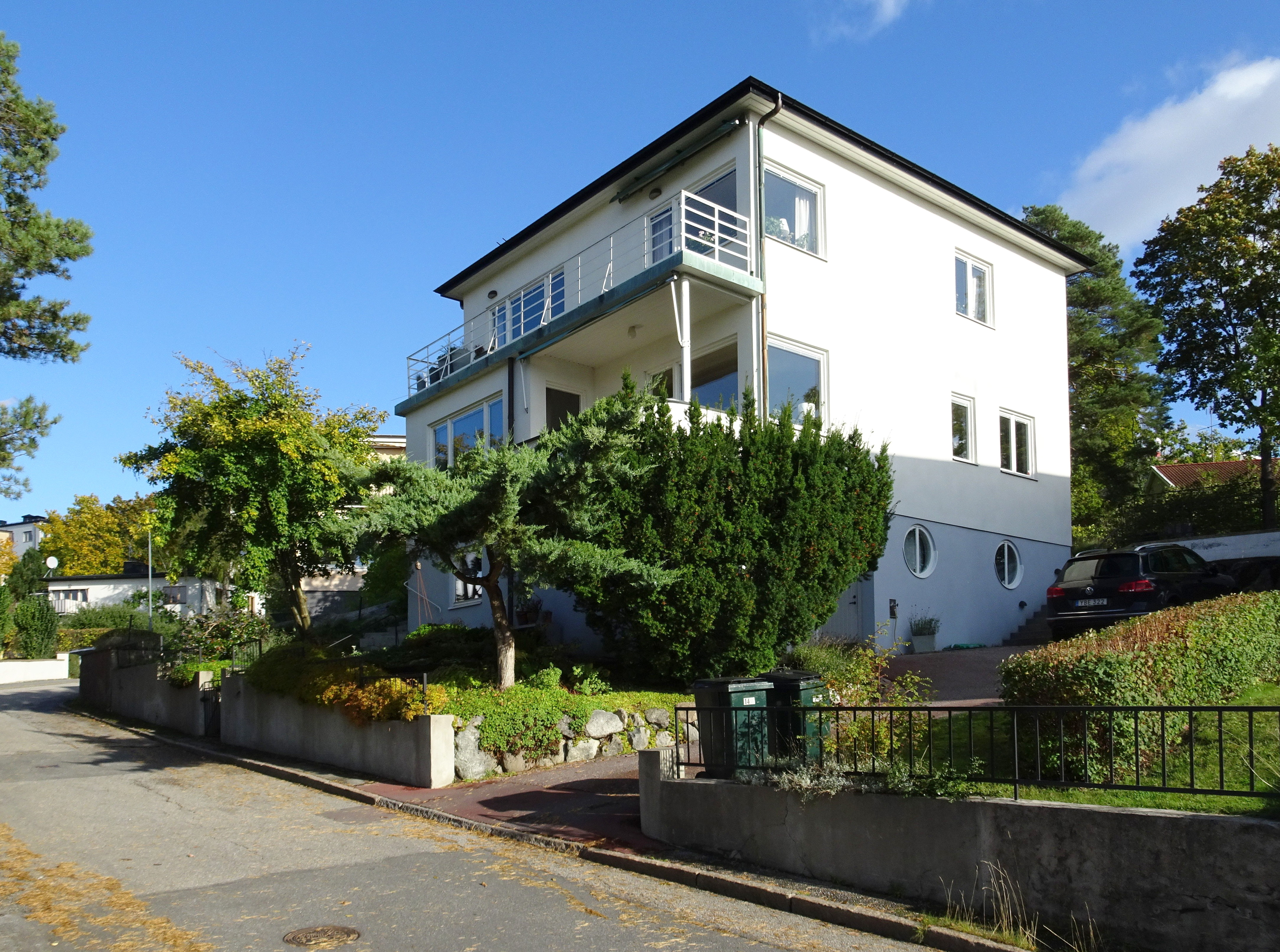
Funkisvilla, Aluddsvägen 14, arkitekt Georg Lindberg (byggår 1936).
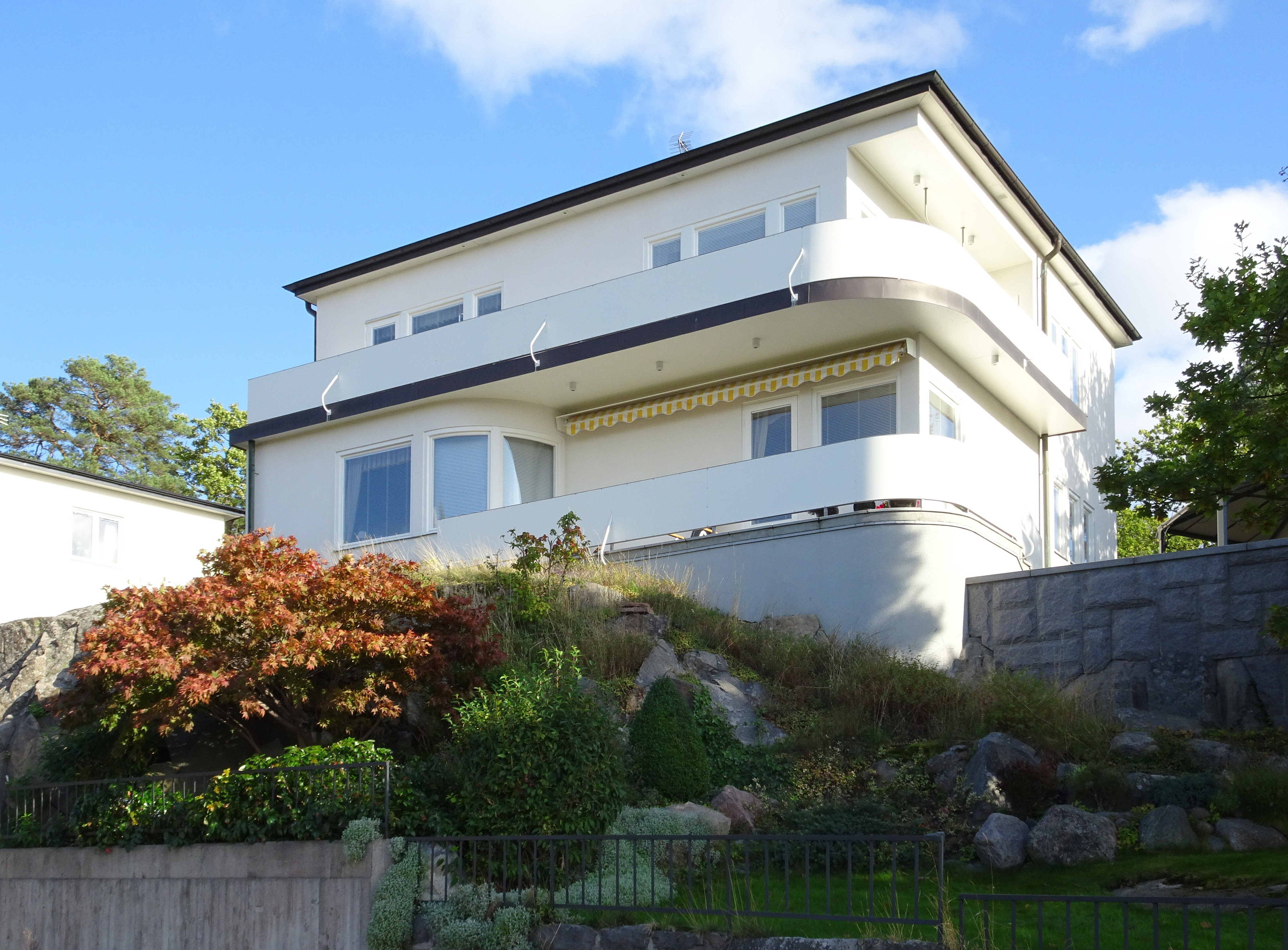
Funkisvilla, Aluddsvägen 12, arkitekt Georg Lindberg (byggår 1936).

Flerbostadshus från 1930-talet
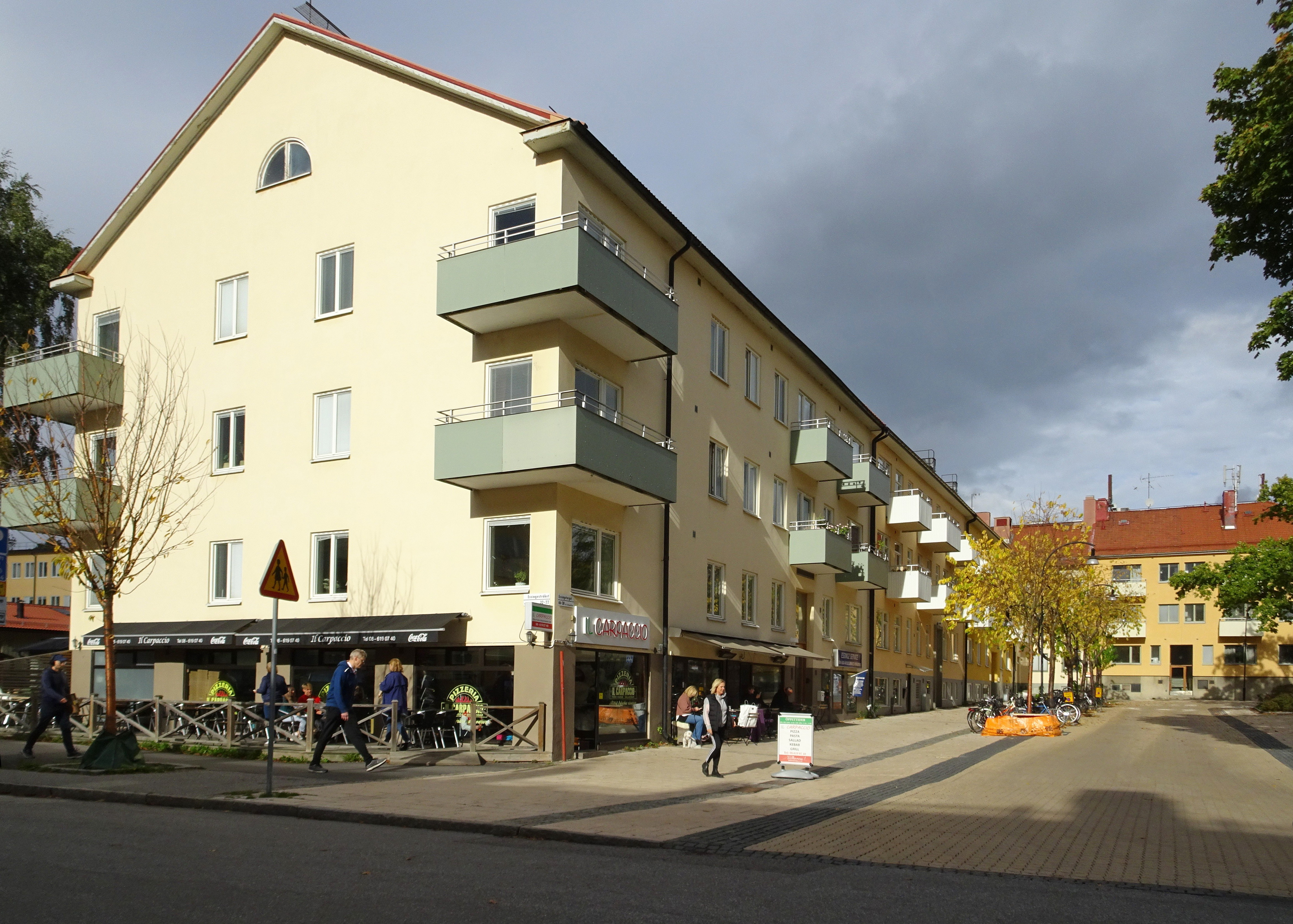
Essingetorget 36-46, arkitekter Bernt Lundahl, Archibald Frid  och Hagstrand & Lindberg.
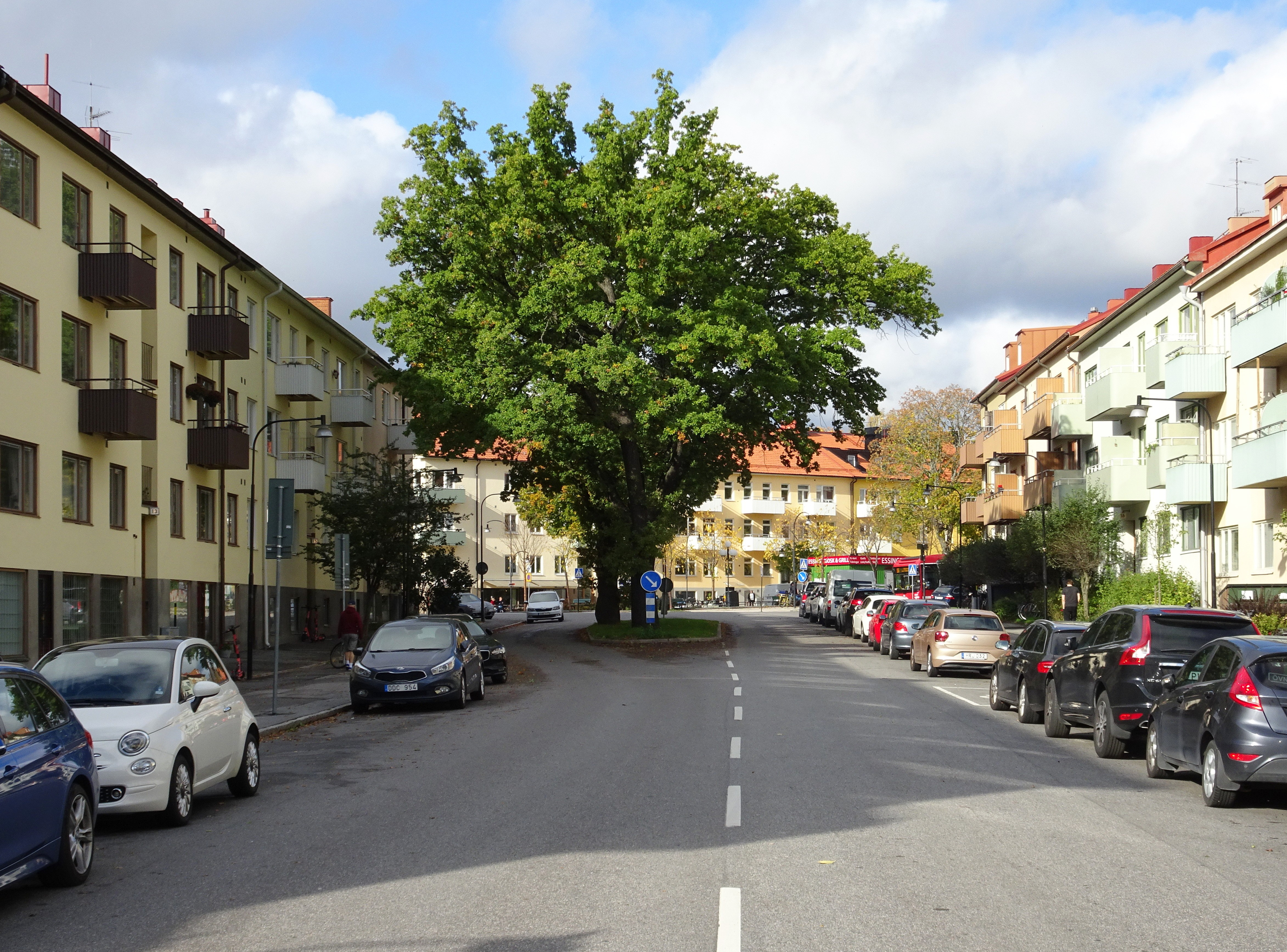
Essingestråket mot nordväst med Essingetorget i fonden.
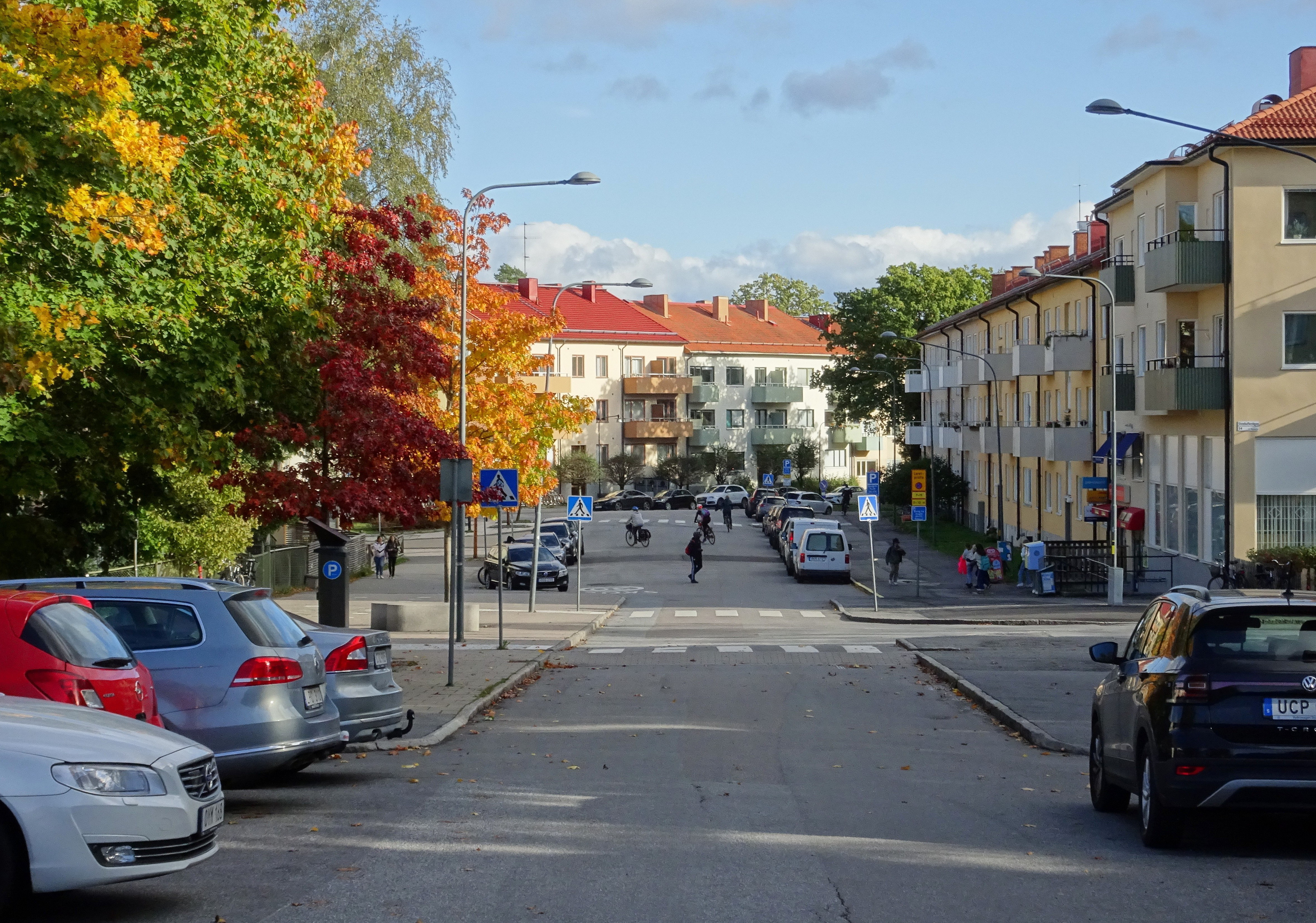
Essingestråket mot öster med Essingetorget i fonden.
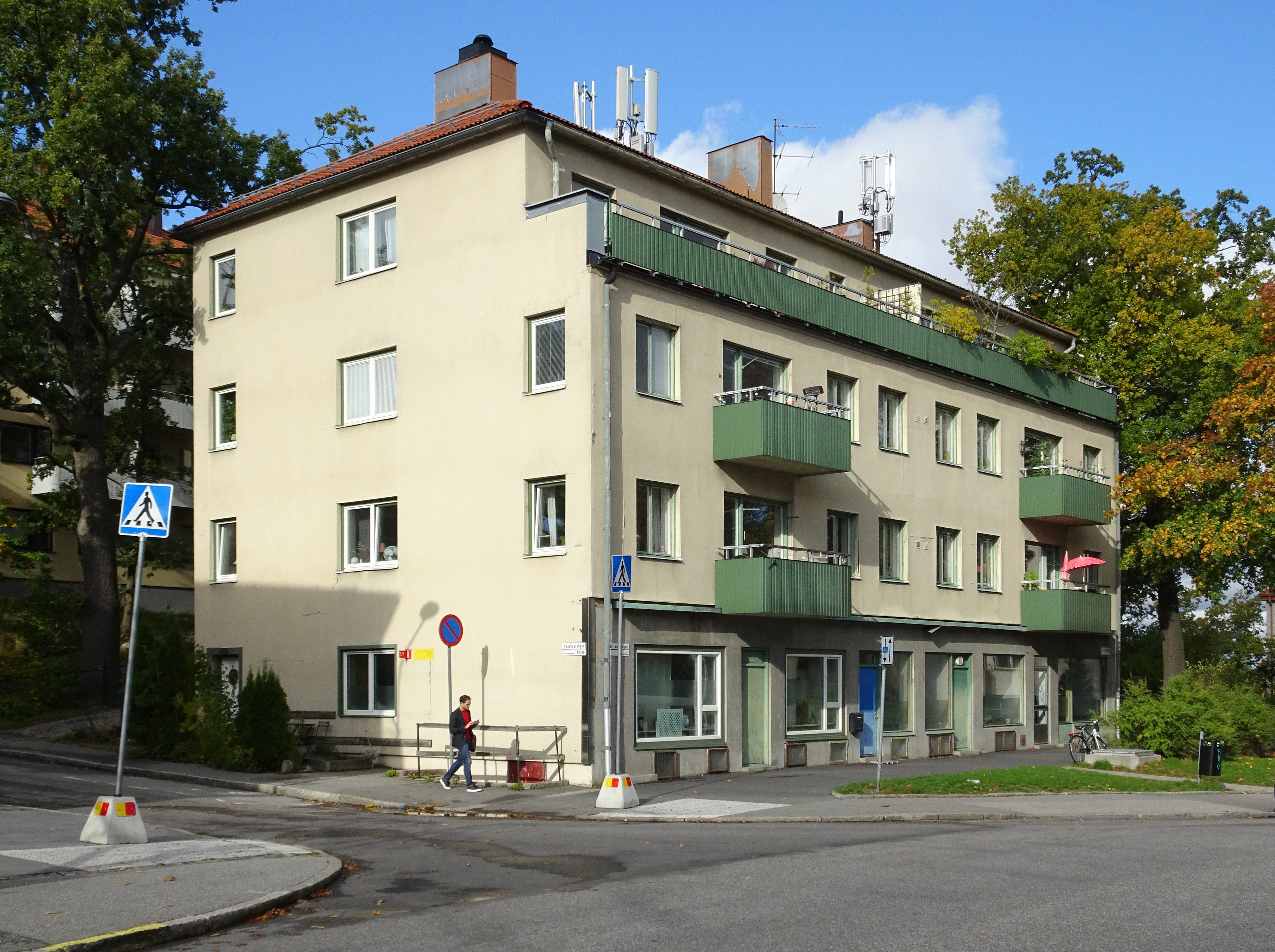
Badstrandsvägen 34 arkitekt Georg Lindberg.
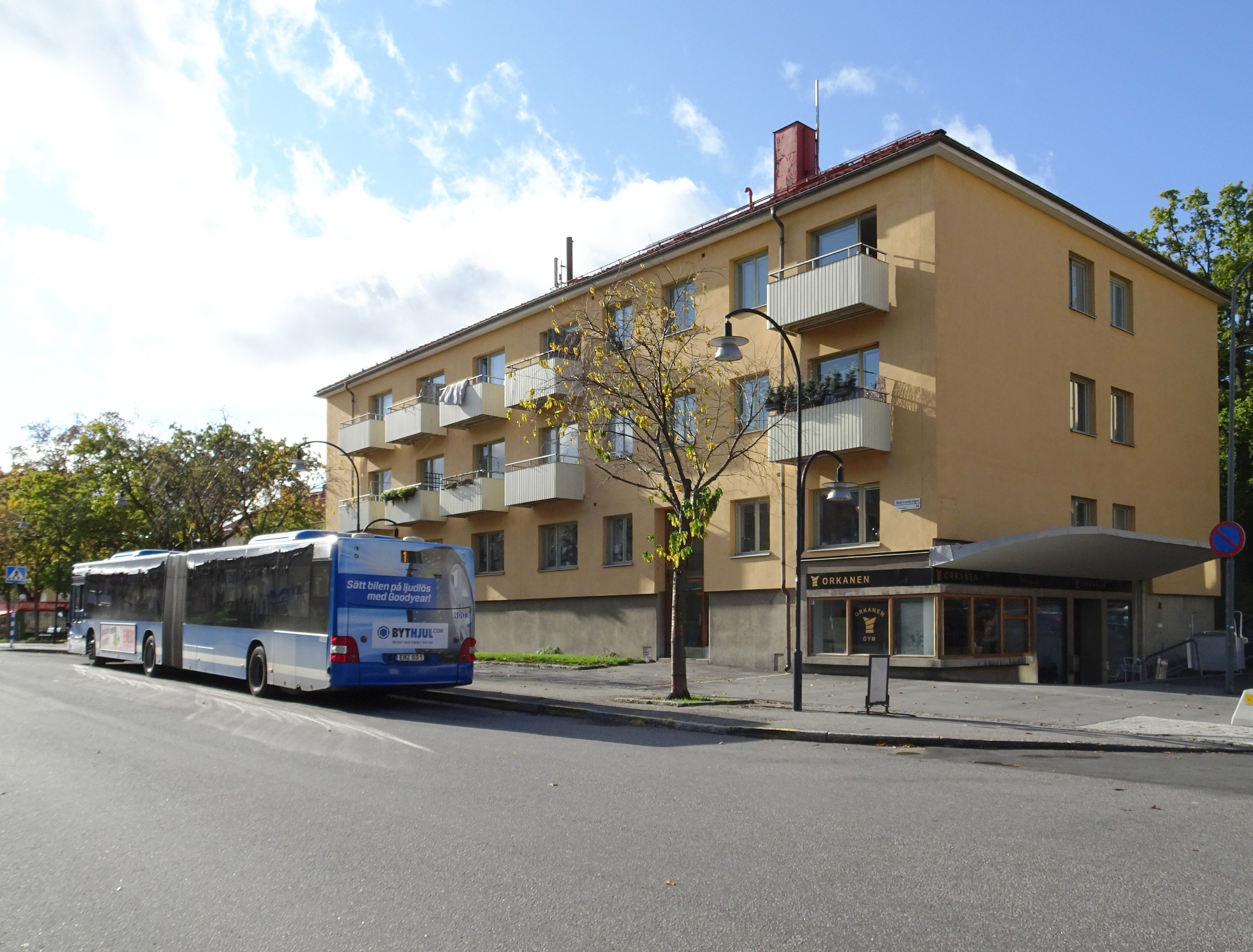
Badstrandsvägen 36 (f.d. Biograf Orkanen), arkitekt Hagstrand & Lindberg.

Park- och grönområden
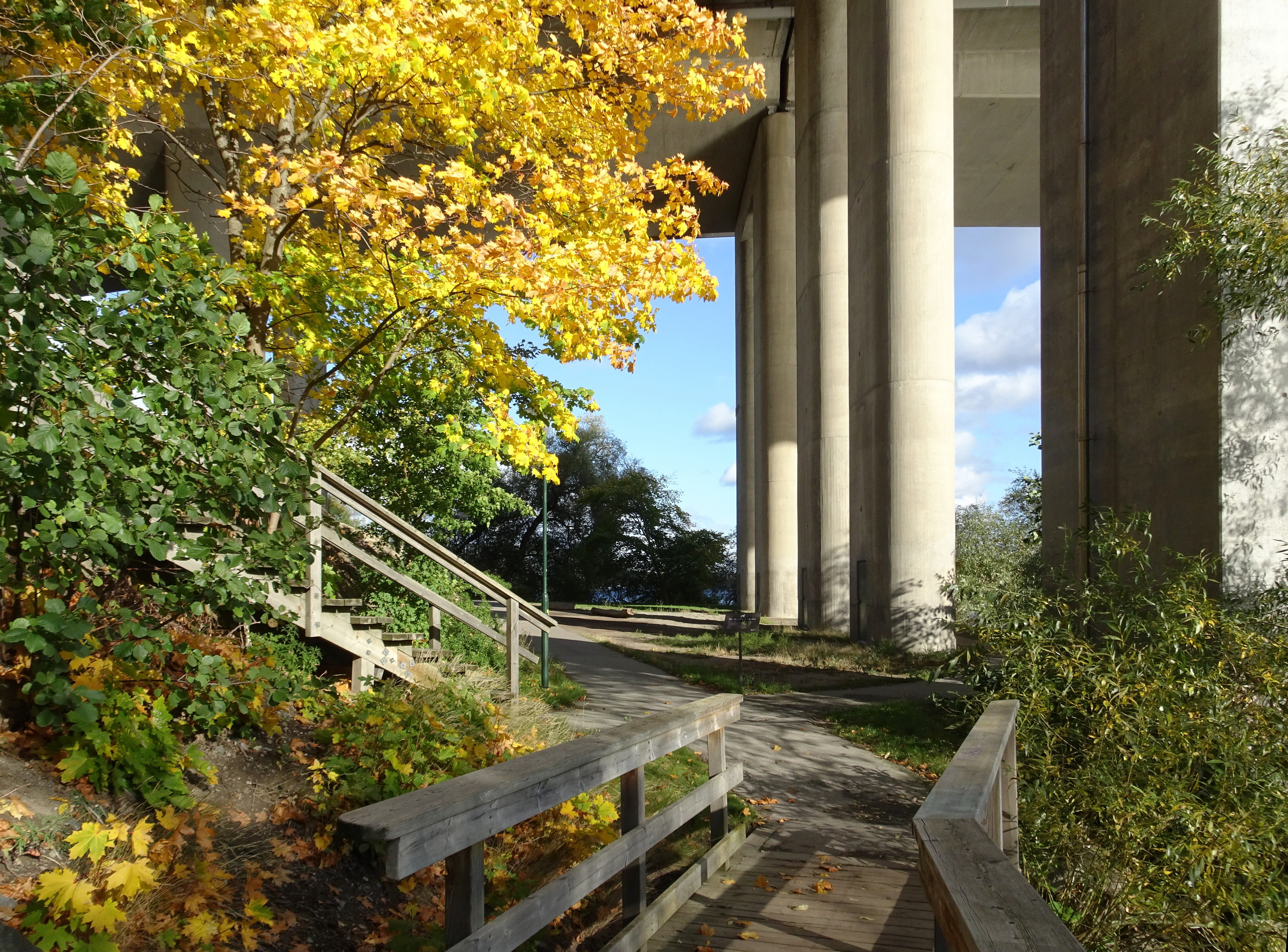
Broparken med Essingeledens bropelare.
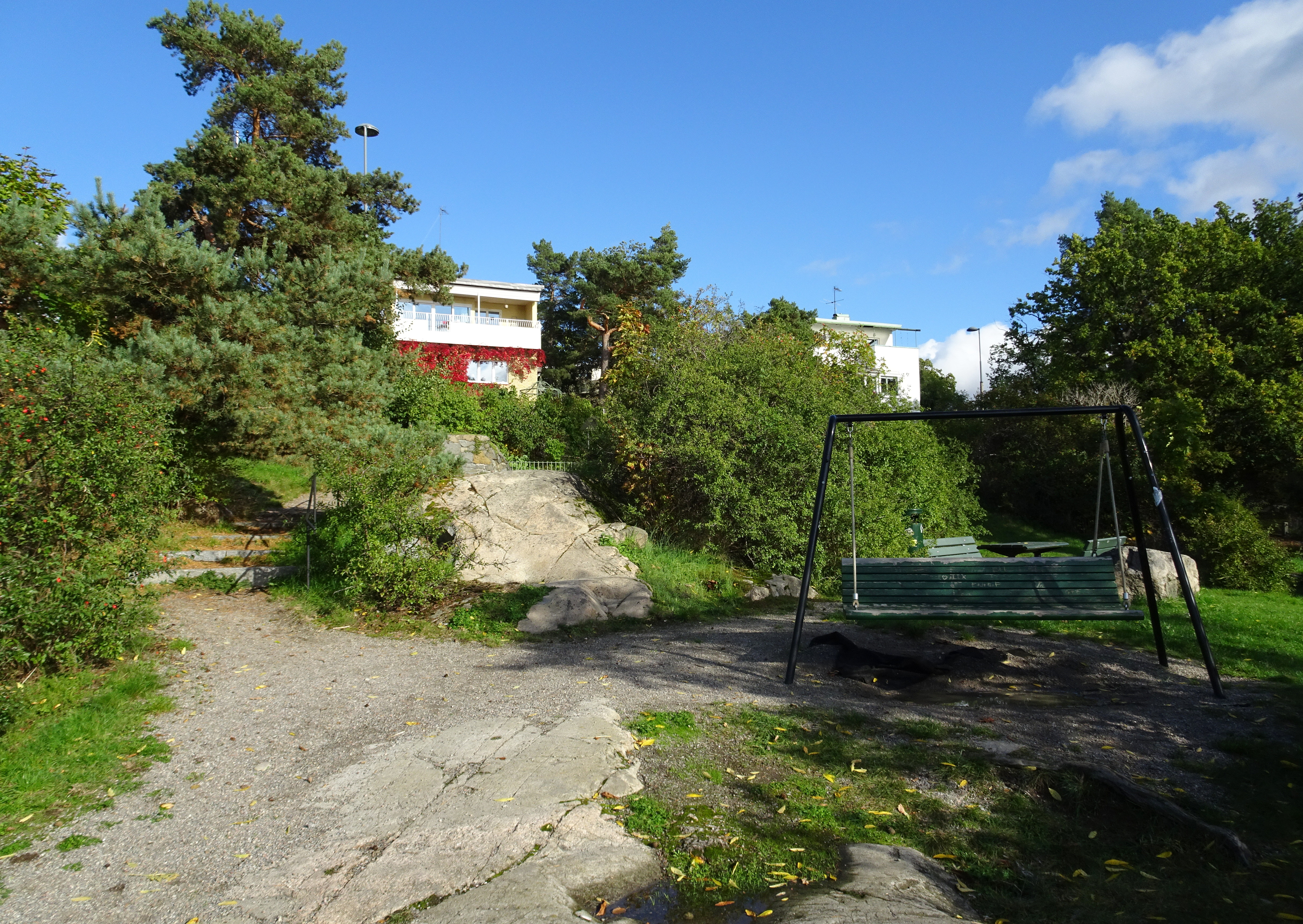
Aluddsparken, i bakgrunden skymtar Edvard Perssons f.d. villa.
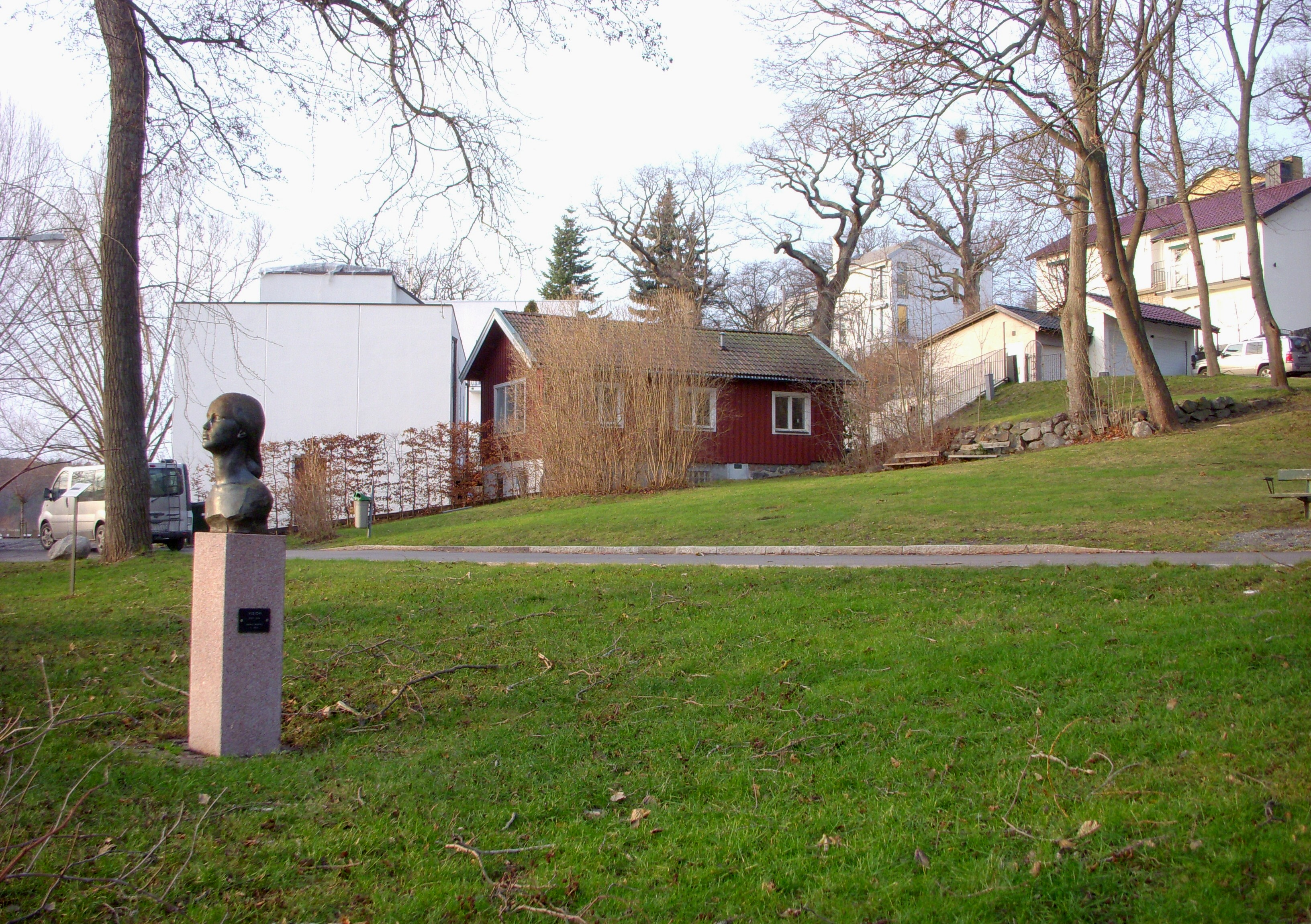
Värdshusparken med kvarvarande värdshusflygeln.
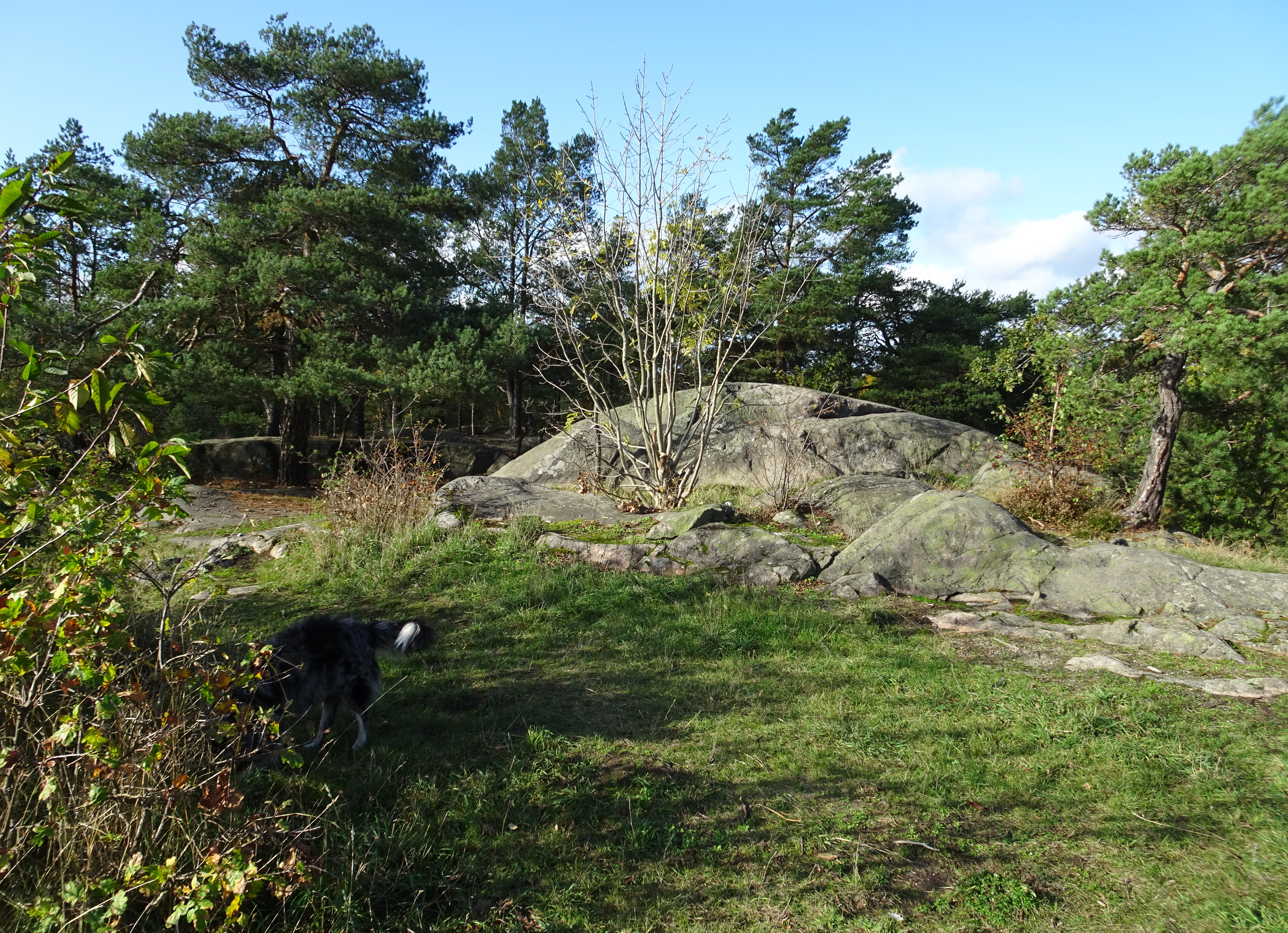
Kungsklippan, Stora Essingens högsta punkt (41 m ö.h.).
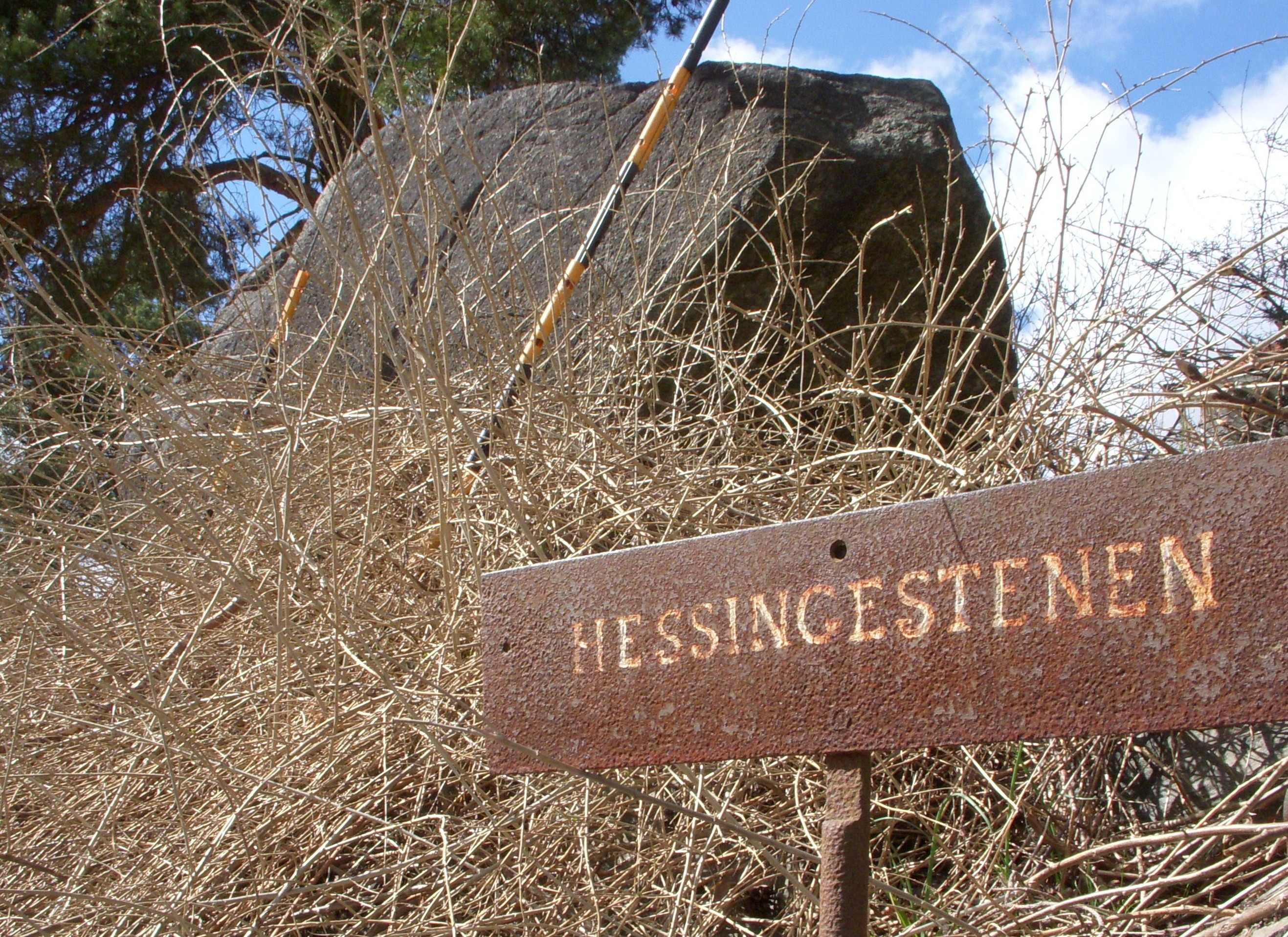
"Hessingestenen", ett flyttblock i hörnet Eremitvägen / Essingeringen.

Andra byggnader och anläggningar
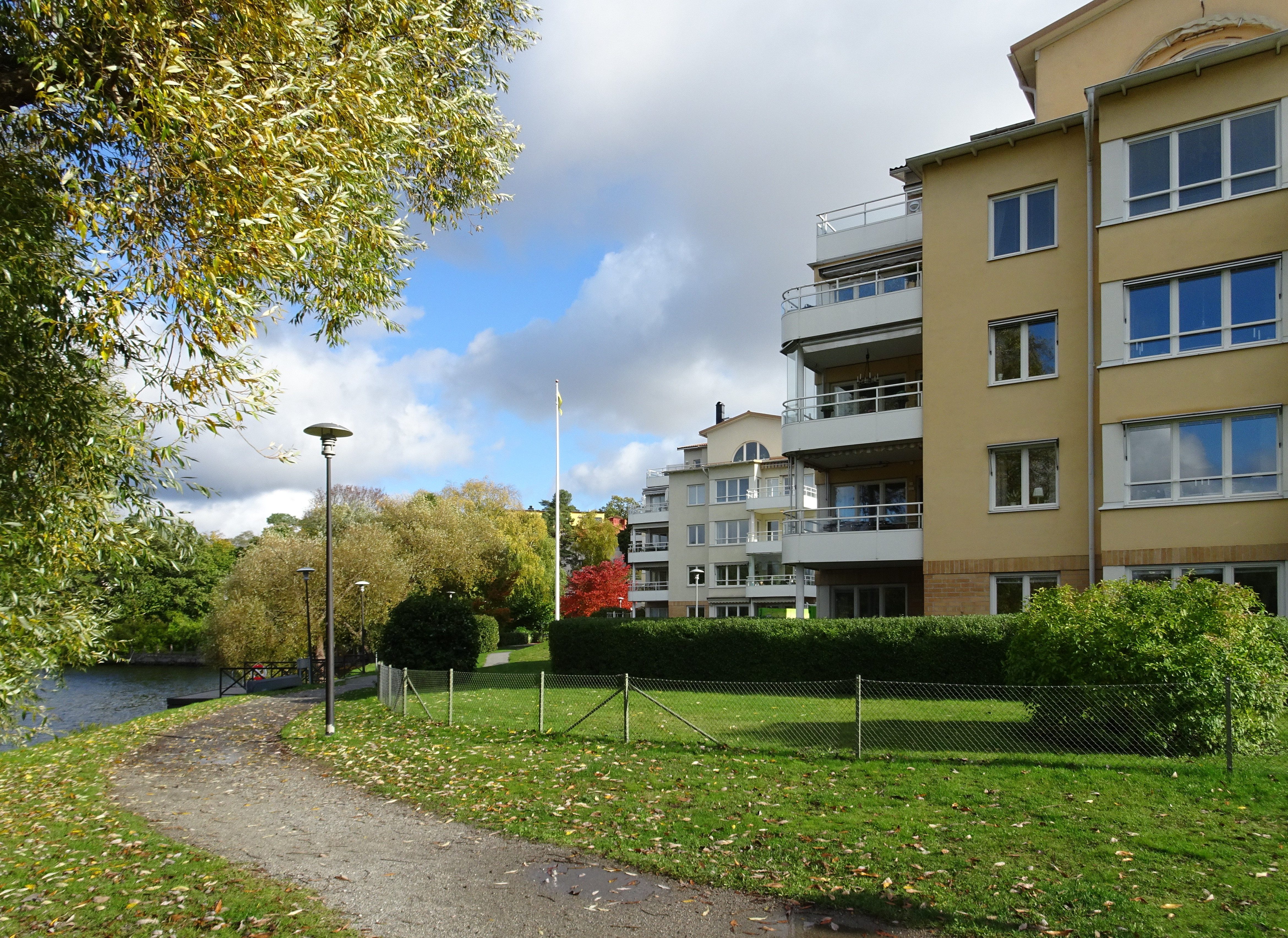
Strandpromenaden vid Essingevikens bostadsområde.
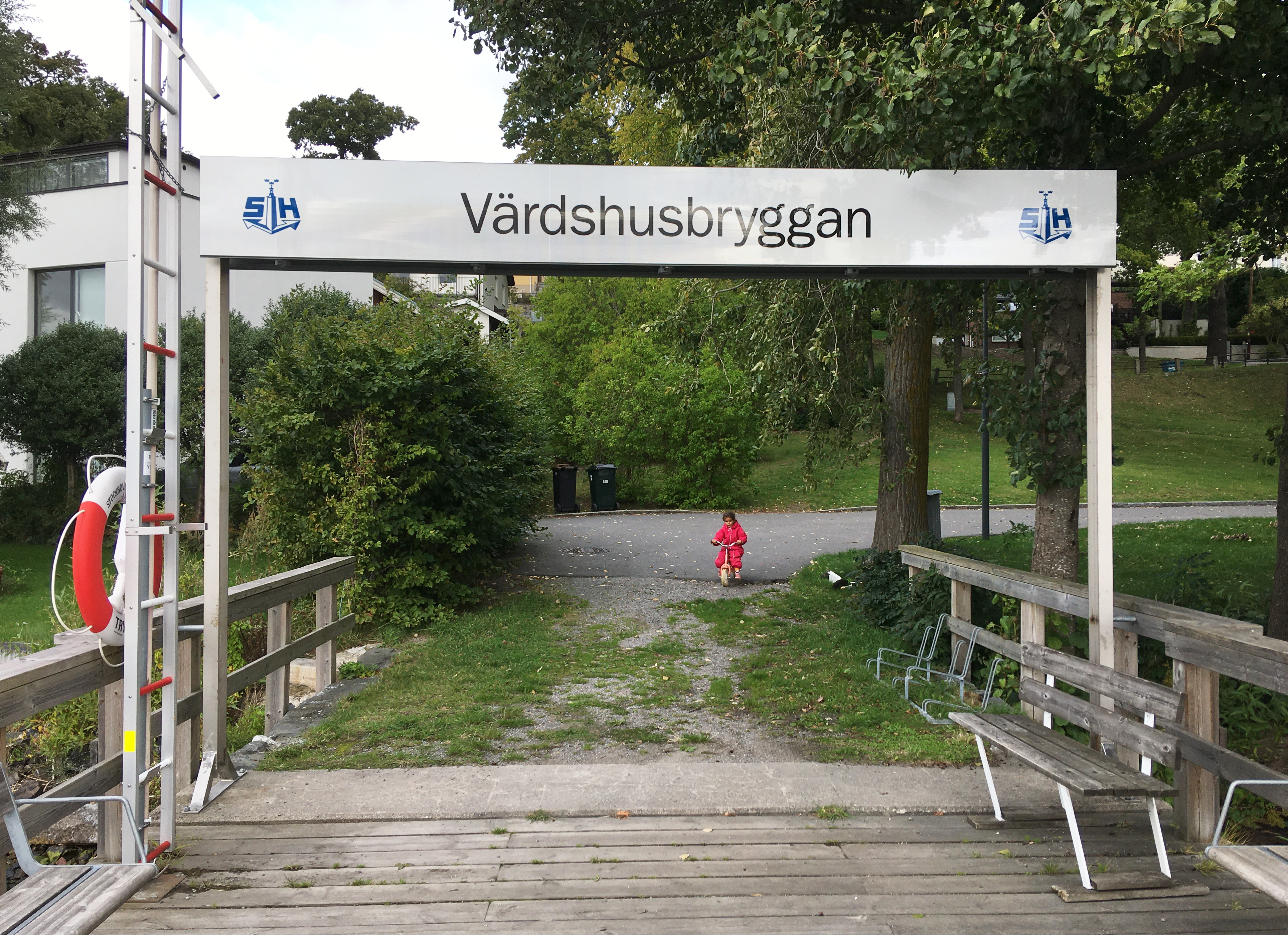
Värdshusbryggan.
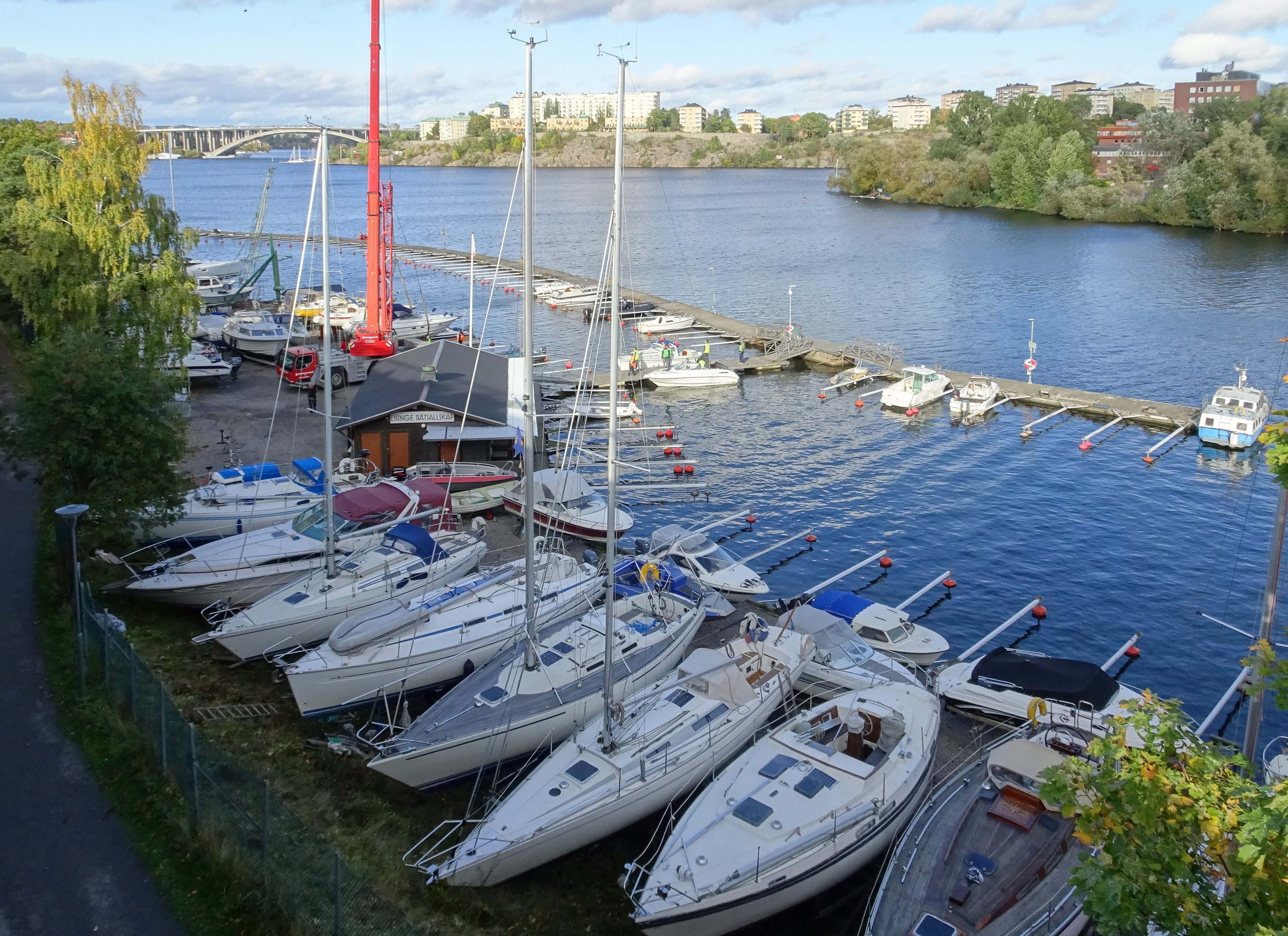
Essinge Båtsällskap vid Essingedjupet.
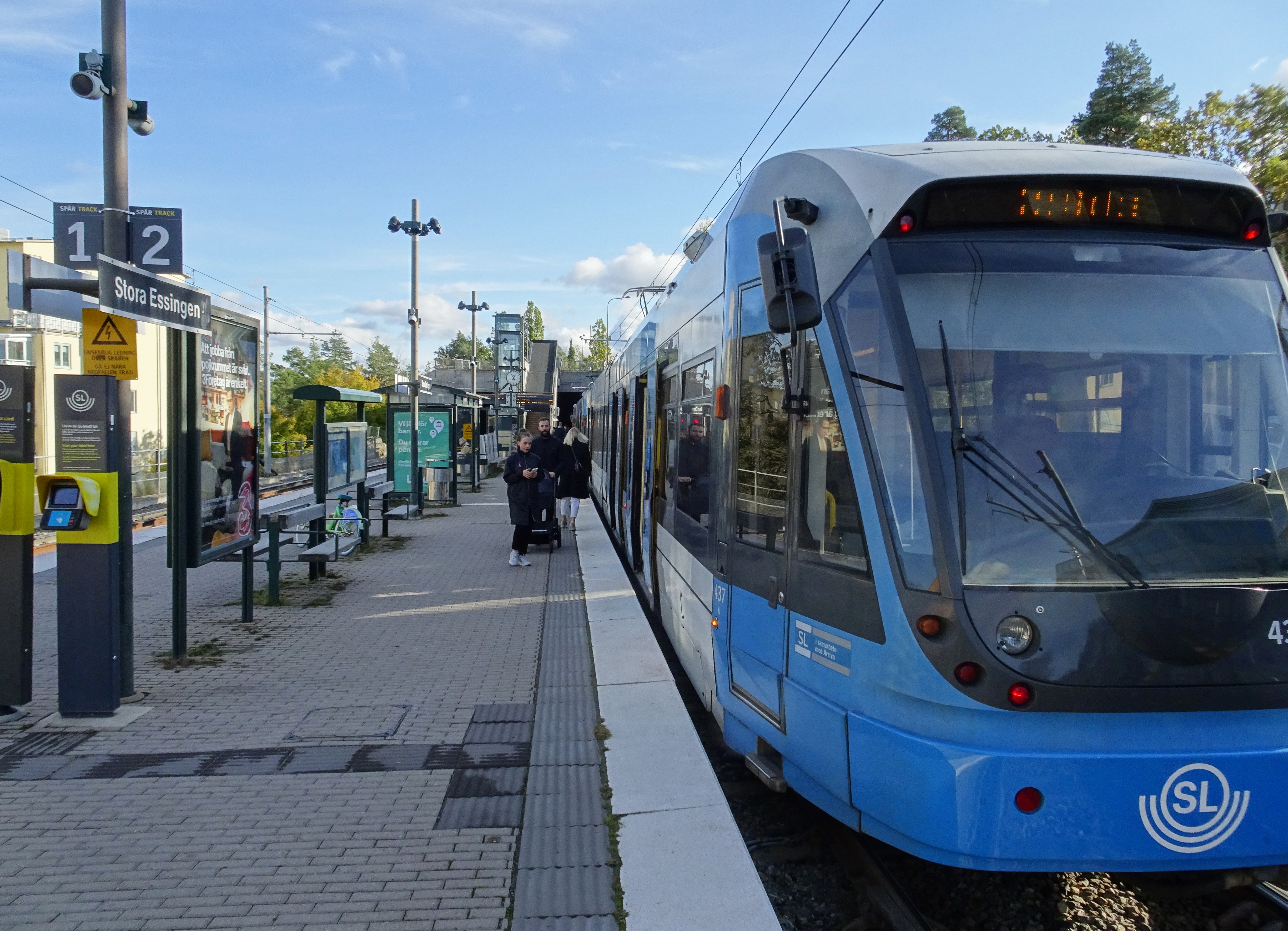
Tvärbanans hållplats Stora Essingen.
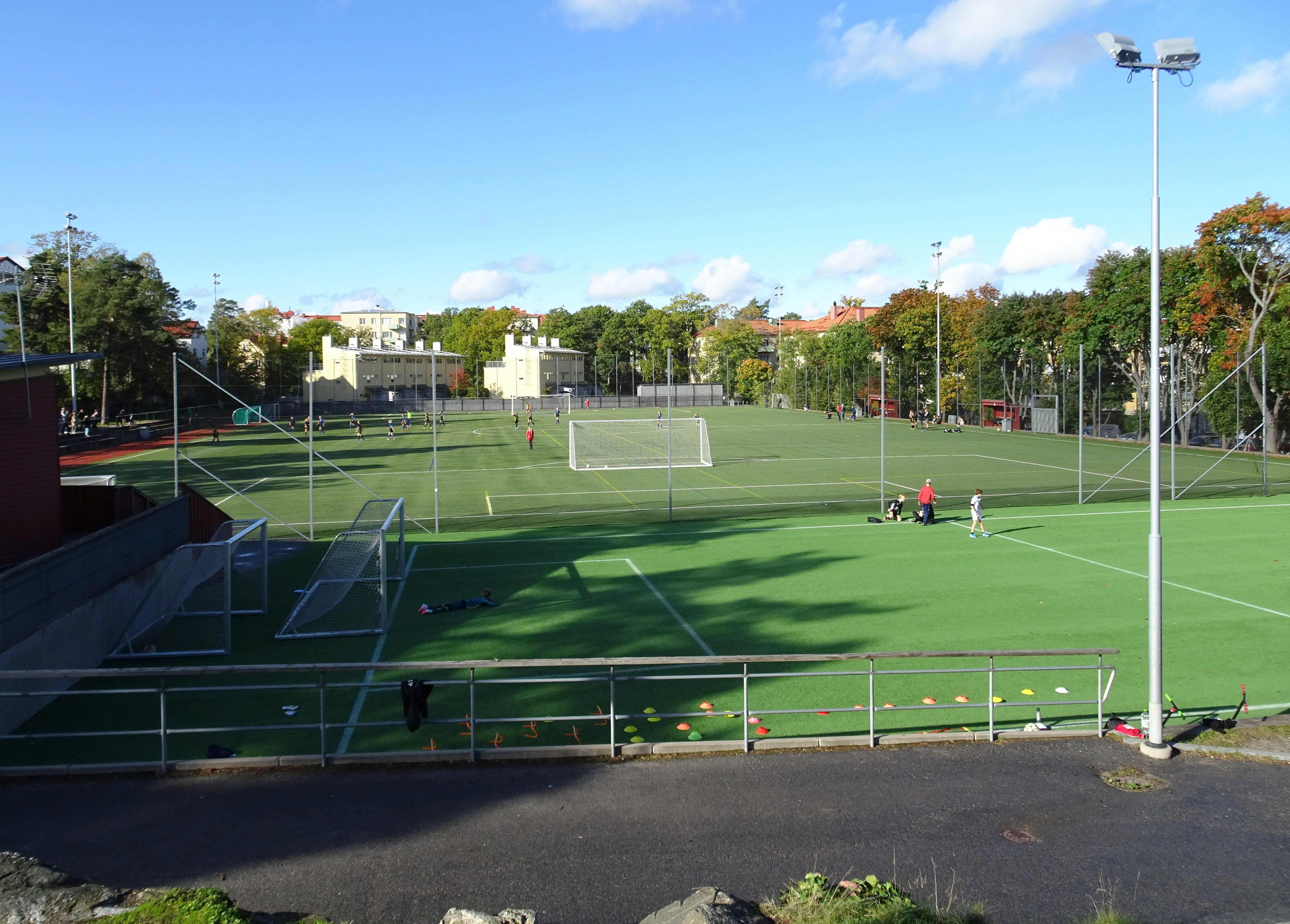
Stora Essingens IP.

## Panorama

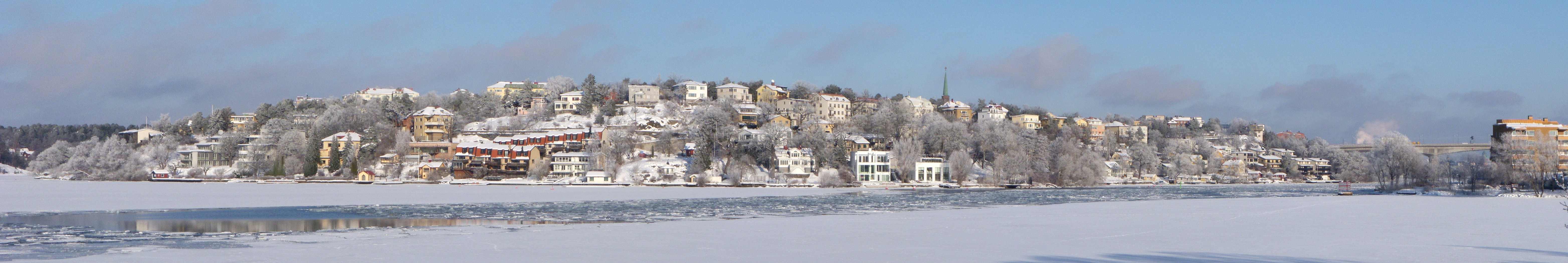
Panorama över Stora Essingen och Essingesundet från sydväst, i bakgrunden syns Essinge kyrkas tornspets och längst till höger Gröndalsbron, februari 2010.